# Quảng Bình
Quảng Bình là một tỉnh ven biển cũ nằm ở phía nam vùng Bắc Trung Bộ, miền Trung của Việt Nam. Tỉnh lỵ của tỉnh là thành phố Đồng Hới. Nơi đây cũng là nơi có con sông Gianh - chia tách Đàng Trong, Đàng Ngoài và Luỹ Thầy do chúa Nguyễn xây dựng trong thời kì Trịnh-Nguyễn phân tranh. Tỉnh Quảng Bình có 8 đơn vị hành chính cấp huyện (6 huyện, 1 thành phố và 1 thị xã), 145 đơn vị hành chính cấp xã (gồm 122 xã, 15 phường và 8 thị trấn). 
Ngày 12 tháng 6 năm 2025, Quốc hội thông qua Nghị quyết số 202/2025/QH15 về việc sắp xếp đơn vị hành chính cấp tỉnh năm 2025, theo đó tỉnh được giải thể để sáp nhập vào tỉnh Quảng Trị.

## Địa lý

### Vị trí địa lý
Tỉnh Quảng Bình nằm trải dài từ 16°55' đến 18°05' vĩ Bắc và từ 105°37' đến 107°00' kinh Đông, cách thủ đô Hà Nội 500 km về phía Nam, cách thành phố Đà Nẵng 267 km về phía Nam theo đường Quốc lộ 1. Có vị trí địa lý:
- Phía bắc giáp tỉnh Hà Tĩnh
- Phía nam giáp tỉnh Quảng Trị
- Phía tây giáp tỉnh Khammuane, tỉnh Savannakhet, Lào với đường biên giới 201,87 km
- Phía đông giáp Biển Đông.

#### Các điểm cực của tỉnh Quảng Bình:
- Điểm cực bắc tại: khu vực rừng phòng hộ Hương Hóa, xã Hương Hóa, huyện Tuyên Hóa.
- Điểm cực đông tại: thôn Tây Thôn, xã Ngư Thủy, huyện Lệ Thủy.
- Điểm cực tây tại: xã Trọng Hóa, huyện Minh Hóa.
- Điểm cực nam tại: xã Kim Thủy, huyện Lệ Thủy.

Tỉnh Quảng Bình có diện tích 8.065,3 km², dân số là 936.607 (2018), mật độ dân số đạt 110 người/km².
Tỉnh lị của Quảng Bình là thành phố Đồng Hới. Tỉnh nằm ở nơi hẹp nhất theo chiều đông - tây của Việt Nam (50 km theo đường ngắn nhất tính từ biên giới Lào ra biển Đông). Tỉnh Quảng Bình giáp Hà Tĩnh về phía bắc với dãy Hoành Sơn là ranh giới tự nhiên; giáp Quảng Trị về phía nam; giáp Biển Đông về phía đông; phía tây là tỉnh Khăm Muộn và tây nam là tỉnh Savannakhet của Lào với dãy Trường Sơn là biên giới tự nhiên.

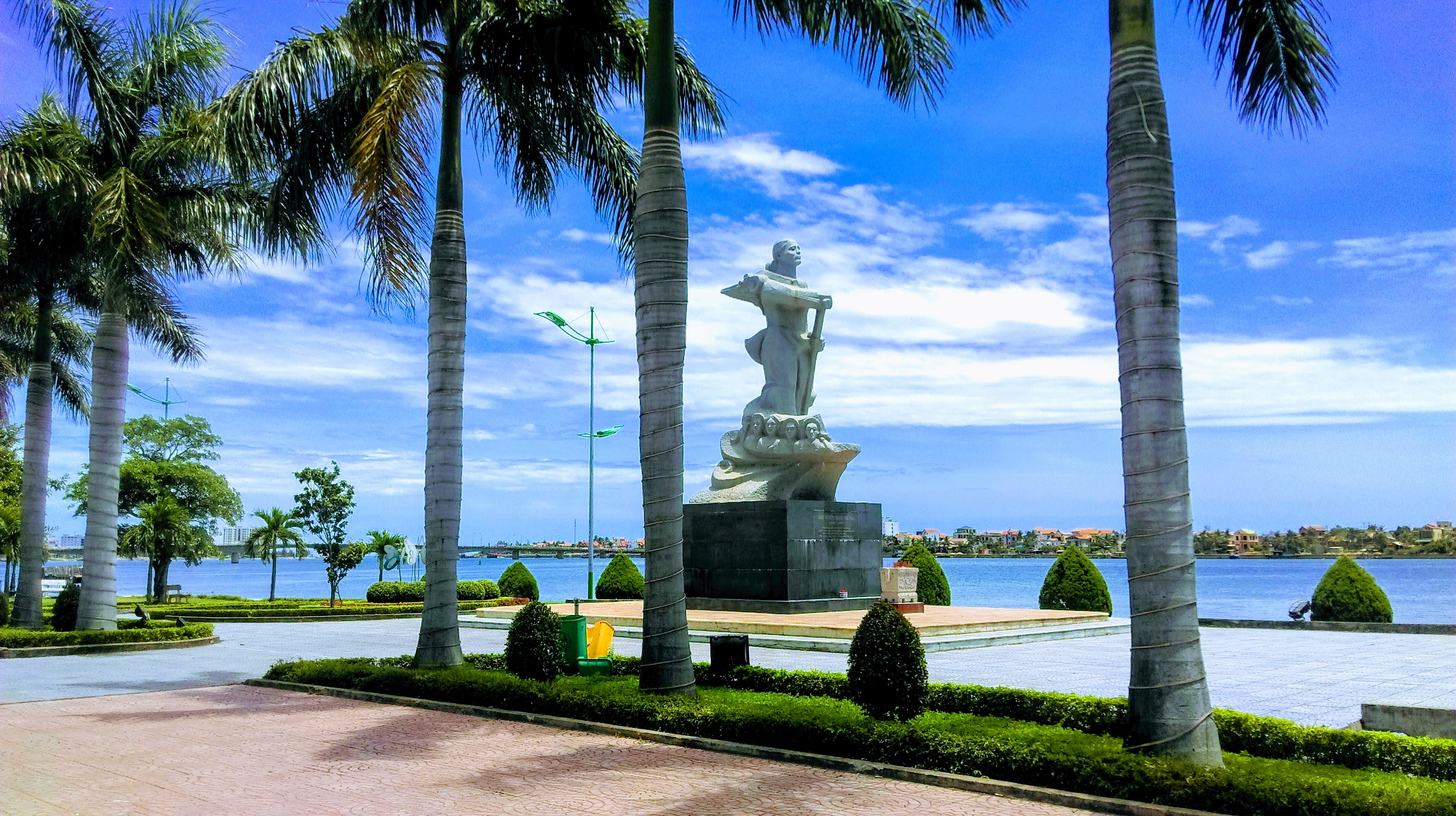
Tượng Mẹ Suốt bên dòng sông Nhật Lệ

### Địa hình
Địa hình Quảng Bình hẹp và dốc từ phía Tây sang phía Đông. 85% Tổng diện tích tự nhiên là đồi núi. Toàn bộ diện tích được chia thành vùng sinh thái cơ bản: Vùng núi cao, vùng đồi và trung du, vùng đồng bằng, vùng cát ven biển.
Địa hình có đặc trưng chủ yếu là hẹp và dốc, nghiêng từ tây sang đông, đồi núi chiếm 85% diện tích toàn tỉnh và bị chia cắt mạnh. Hầu như toàn bộ vùng phía tây tỉnh là núi cao 1.000-1.500 m, trong đó cao nhất là đỉnh Phi Co Phi 2017 m, kế tiếp là vùng đồi thấp, phân bố theo kiểu bát úp. Gần bờ biển có dải đồng bằng nhỏ và hẹp. Sau cùng là những tràng cát ven biển có dạng lưỡi liềm hoặc dẻ quạt.

### Khí hậu
Quảng Bình nằm ở vùng nhiệt đới gió mùa và luôn bị tác động bởi khí hậu của phía Bắc và phía Nam và được chia làm hai mùa rõ rệt:
- Mùa mưa từ tháng 9 đến tháng 3 năm sau. Lượng mưa trung bình hàng năm 2.000 - 2.300mm/năm. Thời gian mưa tập trung vào các tháng 9, 10 và 11.
- Mùa khô từ tháng 4 đến tháng 8 với nhiệt độ trung bình 24 °C - 90 °C. Ba tháng có nhiệt độ cao nhất là tháng 6, 7 và 8.

Nhiệt độ bình quân các tháng trong năm của thành phố Đồng Hới, tỉnh lỵ tỉnh Quảng Bình.
| Nhiệt độ trung bình/tháng                                               | 1  | 2  | 3  | 4  | 5  | 6  | 7  | 8  | 9  | 10 | 11 | 12 |
| ----------------------------------------------------------------------- | -- | -- | -- | -- | -- | -- | -- | -- | -- | -- | -- | -- |
| Cao nhất (°C)                                                           | 22 | 23 | 25 | 29 | 32 | 34 | 34 | 33 | 31 | 28 | 26 | 23 |
| Thấp nhất (°C)                                                          | 17 | 18 | 20 | 23 | 25 | 27 | 27 | 26 | 25 | 23 | 21 | 18 |
| Nguồn: msn weather Lưu trữ ngày 29 tháng 7 năm 2010 tại Wayback Machine |    |    |    |    |    |    |    |    |    |    |    |    |

### Sông ngòi

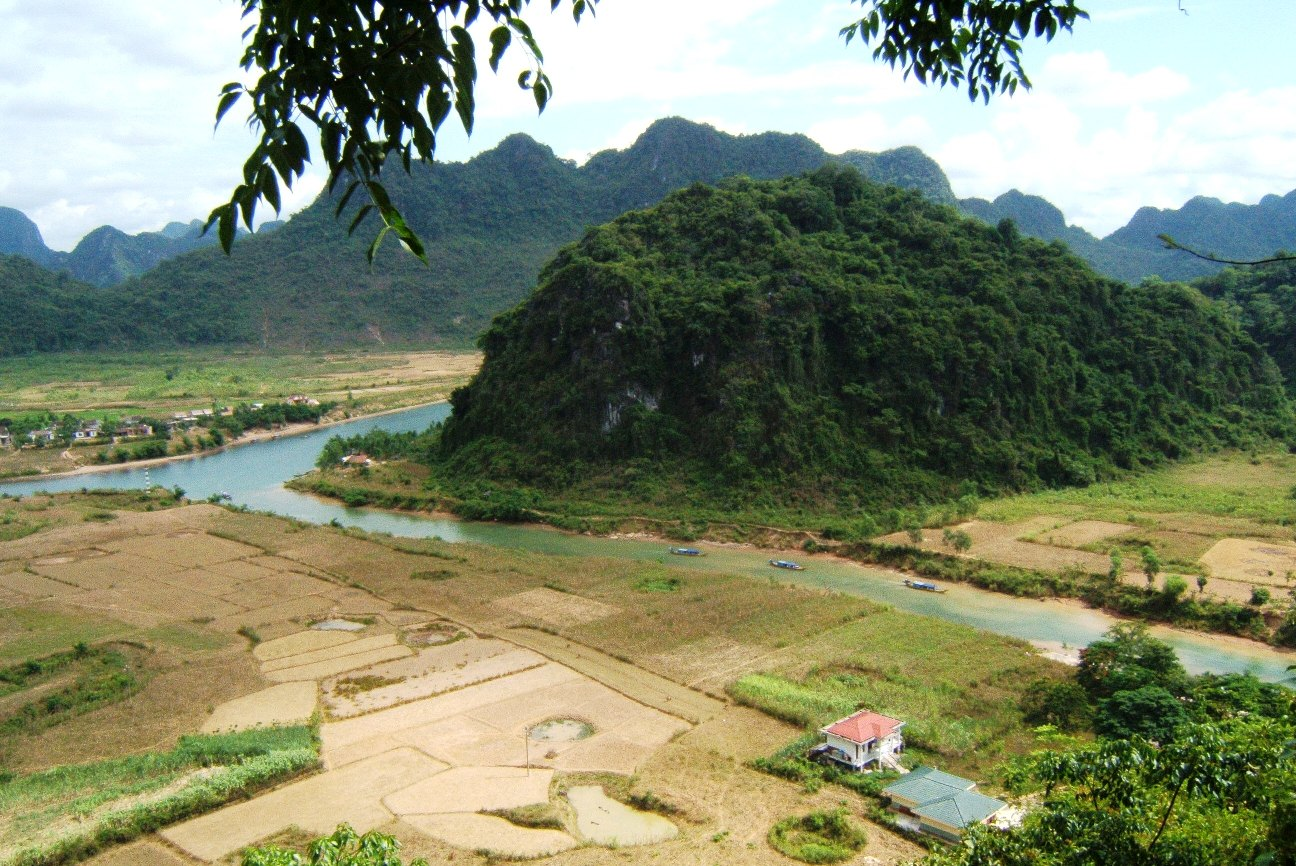
Sông Son tấp nập ở trước động Phong Nha

Trên địa bàn tỉnh có 5 sông lớn là sông Gianh, sông Roòn, sông Nhật Lệ (là hợp lưu của sông Kiến Giang và sông Long Đại), sông Lý Hòa và sông Dinh với tổng lưu lượng 4 tỷ m³/năm. Các sông này do nhiều lưu vực hợp thành và đều bắt nguồn từ dãy Trường Sơn đổ ra biển.

### Đất đai
Diện tích tự nhiên của tỉnh Quảng Bình năm 2007 là 8.065,27 km² (tổng diện tích: 806.527 ha), chia ra như sau:
- Đất ở: 4.946 ha
- Đất nông nghiệp: 71.381 ha
- Đất lâm nghiệp: 601.388 ha
- Đất chuyên dùng: 23.936 ha
- Đất phi nông nghiệp khác: 20.670 ha
- Đất chưa sử dụng: 72.619 ha.

Tài nguyên đất được chia thành hai hệ chính: Đất phù sa ở vùng đồng bằng và hệ pheralit ( nhóm đất đỏ vàng ) ở vùng đồi và núi với 15 loại và các nhóm chính như sau: nhóm đất cát, đất phù sa và nhóm đất đỏ vàng. Trong đó nhóm đất đỏ vàng chiếm hơn 80% diện tích tự nhiên, chủ yếu ở địa hình đồi núi phía Tây, đất cát chiếm 5,9% và đất phù sa chiếm 2,8% diện tích.

### Hệ động, thực vật
Quảng Bình nằm trong khu vực đa dạng sinh học Bắc Trường Sơn - nơi có khu hệ thực vật, động vật đa dạng, độc đáo với nhiều nguồn gen quý hiếm. Đặc trưng cho đa dạng sinh học ở Quảng Bình là vùng Karst Phong Nha - Kẻ Bàng.
Về động vật có: 493 loài, 67 loài thú, 48 loài bò sát, 297 loài chim, 61 loài cá... có nhiều loài quý hiếm như voọc Hà Tĩnh, gấu, hổ, sao la, mang lớn, gà lôi lam đuôi trắng, gà lôi lam mào đen, trĩ,...
Về đa dạng thực vật: Với diện tích rừng 486.688 ha, trong đó rừng tự nhiên 588.582,92 ha, rừng 543.048,92 ha, rừng trồng chưa thành rừng 45.534,07 ha. Thực vật ở Quảng Bình đa dạng về giống loài: có 138 họ, 401 chi, 640 loài khác nhau. Rừng Quảng Bình có nhiều loại gỗ quý như lim, gụ, mun, huỵnh, thông và nhiều loại mây tre, lâm sản quý khác. Quảng Bình là một trong những tỉnh có trữ lượng gỗ cao trong toàn quốc. Hiện nay trữ lượng gỗ là 31 triệu m3.

### Biển, đảo
Tỉnh có bờ biển dài 116,04 km (dài thứ 3 cả nước) ở phía Đông với 5 cửa sông, trong đó có hai cửa sông lớn, có cảng Nhật Lệ, cảng Gianh, cảng Hòn La, Vịnh Hòn La có diện tích mặt nước 4 km², có độ sâu trên 15 mét và xung quanh có các đảo che chắn: Hòn La, Hòn Cọ, Hòn Chùa có thể cho phép tàu 3-5 vạn tấn vào cảng mà không cần nạo vét. Trên đất liền có diện tích khá rộng (trên 400 ha) thuận lợi cho việc xây dựng khu công nghiệp gắn với cảng biển nước sâu
Quảng Bình có vùng thềm lục địa và vùng đặc quyền kinh tế rộng trên 2 vạn km². Ngoài khơi lại có các đảo Hòn La, Hòn Gió, Hòn Nồm, Hòn Cỏ, Hòn Chùa nên đã hình thành các ngư trường với trữ lượng 10 vạn tấn hải sản các loại.
Bờ biển có nhiều thắng cảnh đẹp, cùng với thềm lục địa rộng gấp 2,6 lần diện tích đất liền tạo cho Quảng Bình có một ngư trường rộng lớn với trữ lượng khoảng 10 vạn tấn và phong phú về loài (1650 loài), trong đó có những loại quý hiếm như tôm hùm, tôm sú, mực ống, mực nang, san hô. Phía Bắc Quảng Bình có bãi san hô trắng với diện tích hàng chục ha, đó là nguồn nguyên liệu quý cho sản xuất hàng mỹ nghệ và tạo ra vùng sinh thái của hệ san hô. Điều đó cho phép phát triển nền kinh tế tổng hợp vùng ven biển.
Mặt nước nuôi trồng thủy sản: Với 5 cửa sông, Quảng Bình có vùng mặt nước có khả năng nuôi trồng thủy sản khá lớn. Tổng diện tích 15.000 ha. Độ mặn ở vùng mặt nước từ cửa sông vào sâu khoảng 10–15 km dao động từ 8-30%o và độ pH từ 6,5- 8 rất thuận lợi cho nuôi tôm cua xuất khẩu. Chế độ bán nhật triều vùng ven biển thuận lợi cho việc cấp thoát nước cho các ao nuôi tôm cua.

### Thủy văn
Quảng Bình có hệ thống sông suối khá lớn với mật độ 0,8 - 1,1 km/km². Có năm sông chính là sông Roòn, sông Gianh, sông Lý Hòa, sông Dinh và sông Nhật Lệ. Có khoảng 160 hồ tự nhiên và nhân tạo với dung tích ước tính 243,3 triệu m3. 

### Khoáng sản
Quảng Bình có nhiều loại khoáng sản như vàng, sắt, titan, pyrit, chì, kẽm... và một số khoáng sản phi kim loại như cao lanh, cát thạch anh, đá vôi, đá mable, đá granit... Trong đó, đá vôi và cao lanh có trữ lượng lớn, đủ điều kiện để phát triển công nghiệp xi măng và vật liệu xây dựng với quy mô lớn. Có suối nước khoáng nóng 105 °C. Trữ lượng vàng tại Quảng Bình có khả năng để phát triển công nghiệp khai thác và chế tác vàng.

## Hành chính

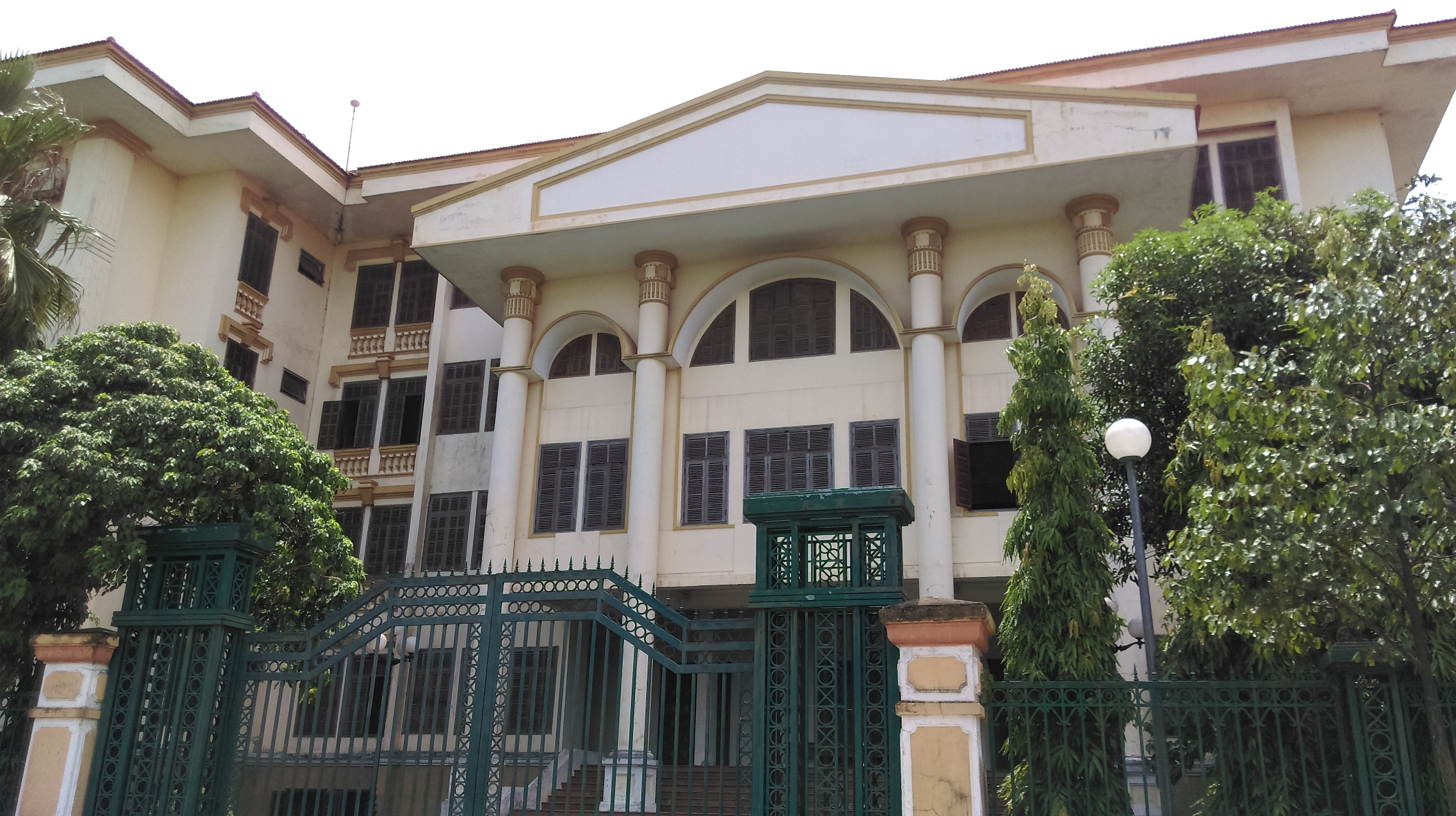
Trụ sở UBND tỉnh Quảng Bình

Tỉnh Quảng Bình có 8 đơn vị hành chính cấp huyện, gồm 1 thành phố, 1 thị xã, 6 huyện với 145 đơn vị hành chính cấp xã, gồm 8 thị trấn, 15 phường và 122 xã.
| Tên           | Dân số (người) | Hành chính        |
| ------------- | -------------- | ----------------- |
| Thành phố (1) |                |                   |
| Đồng Hới      | 133.672        | 9 phường, 6 xã    |
| Thị xã (1)    |                |                   |
| Ba Đồn        | 106.413        | 6 phường, 10 xã   |
| Huyện (6)     |                |                   |
| Bố Trạch      | 188.375        | 3 thị trấn, 23 xã |

| Tên         | Dân số (người) | Hành chính        |
| ----------- | -------------- | ----------------- |
| Lệ Thủy     | 137.831        | 2 thị trấn, 24 xã |
| Minh Hóa    | 50.670         | 1 thị trấn, 12 xã |
| Quảng Ninh  | 90.335         | 1 thị trấn, 13 xã |
| Quảng Trạch | 110.380        | 16 xã             |
| Tuyên Hóa   | 77.754         | 1 thị trấn, 18 xã |

## Lịch sử
Trong phương ngữ tiếng Việt ở Quảng Bình, Quảng Bình từng được phát âm là Quảng Bường.
Trong thời kỳ Bắc thuộc, khu vực ngày nay là Quảng Bình có giai đoạn thuộc quận Tượng Lâm, có giai đoạn thuộc quận Nhật Nam. Năm 192, Quảng Bình nằm trong lãnh thổ Lâm Ấp. Đến năm 758 Lâm Ấp đổi tên là Chiêm Thành, Quảng Bình nằm trong 2 châu: Châu Bố Chính và Châu Địa Lý. Khu vực này đã thuộc về Đại Việt sau cuộc chiến tranh Việt Chiêm 1069. Lý Thường Kiệt là người đã xác định và đặt nền móng đầu tiên của vùng đất Quảng Bình trọn vẹn trong cương vực lãnh thổ Đại Việt.

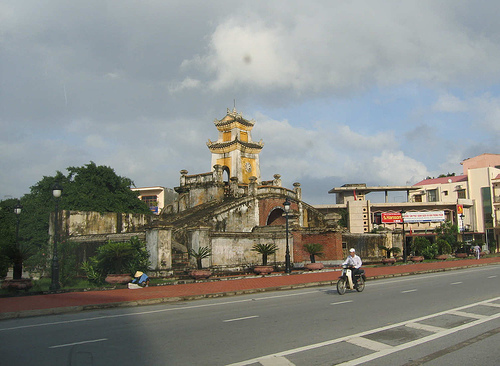
Quảng Bình Quan, dấu vết của Thành Đồng Hới, Thành phố Đồng Hới.

Trong thời kỳ Trịnh - Nguyễn phân tranh, đất nước bị chia cắt tại sông Gianh phía bắc tỉnh Quảng Bình. Đồng Hới đã trở thành tiền đồn quan trọng của chúa Nguyễn với Lũy thành và thành Đồng Hới. Từ ngày 20 tháng 9 năm 1975 đến ngày 30 tháng 6 năm 1989, tỉnh Quảng Bình được sáp nhập vào tỉnh Bình Trị Thiên (xứ Thuận Hóa cũ). Ngày 30 tháng 6 năm 1989, kỳ họp thứ 5 Quốc hội khóa VIII ra nghị quyết chia tỉnh Bình Trị Thiên để tái lập tỉnh Quảng Bình, tỉnh Quảng Trị và tỉnh Thừa Thiên Huế. Tỉnh Quảng Bình mang tên từ đó đến nay.
Các khai quật khảo cổ ở khu vực đã chứng tỏ rằng đã có loài người sinh sống ở khu vực này từ thời kỳ đồ đá. Nhiều hiện vật như bình sử, sành, công cụ lao động đã được phát hiện ở đây.
Năm 1926, một vị nữ khảo cổ người Pháp Madeleine Colani đã phát hiện nhiều di vật ở các hang động phía tây Quảng Bình. Bà đã kết luận rằng đã có sự hiện diện của văn hóa Hòa Bình ở khu vực này.
Thời nhà nước Văn Lang, Quảng Bình nói riêng và vùng Bình Trị Thiên nói chung thuộc bộ Việt Thường, là địa điểm cực nam của nước Văn Lang. Thời Hán, Quảng Bình thuộc quận Nhật Nam. Sau khi nhà nước Lâm Ấp (tiền thân của nhà nước Chăm Pa) giành được độc lập năm 192 (thuộc Quảng Nam, Quảng Ngãi, Bình Định ngày nay), các triều vua Champa thường vượt đèo Hải Vân tiến ra cướp phá đất Nhật Nam và Cửu Chân và họ đã làm chủ vùng đất từ đèo Ngang trở vào khi nhà Tấn (Trung Quốc) suy yếu. Từ đó Quảng Bình là vùng đất địa đầu của Champa đối với các triều đại Trung Hoa cũng như các triều đại Việt khi người Việt đã giành được độc lập.

Bản đồ tỉnh Quảng Bình (廣平) của nhà Nguyễn Việt Nam in trong Đại Nam nhất thống chí

Năm 1069, Lý Thánh Tông - vua của Đại Việt đánh Champa bắt được vua Champa đưa về Thăng Long, để được tha vua Champa đã dâng đất (Địa Ly, Bố Chính, Ma Linh) tương ứng với tỉnh Quảng Bình và các huyện Vĩnh Linh, Gio Linh, Cam Lộ, bắc Hướng Hóa của Quảng Trị ngày nay cho Đại Việt và Quảng Bình chính thức thuộc về Đại Việt từ năm 1069.
Đời Lê Trung Hưng có tên là Tiên Bình. Năm 1604, đổi tên là Quảng Bình.
Chúa Nguyễn Phúc Khoát chia Quảng Bình thành 3 dinh: dinh Bố Chính (trước là dinh Ngói), dinh Mười (hay dinh Lưu Đồn), dinh Quảng Bình (hay dinh Trạm).

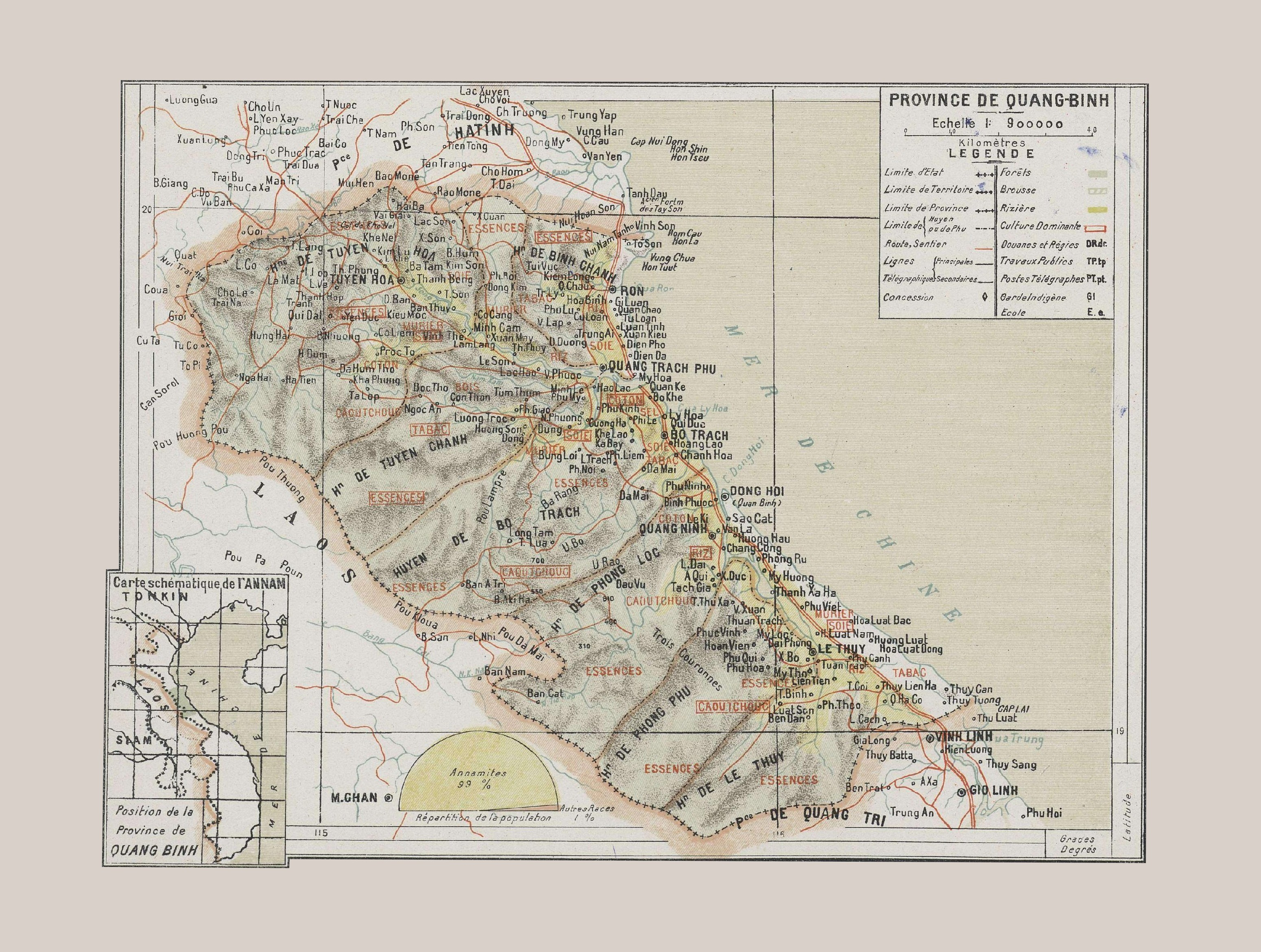
Bản đồ tỉnh Quảng Bình năm 1909

Tỉnh được thành lập năm 1831, đặt phủ Quảng Ninh, sau đặt thêm phủ Quảng Trạch.
Năm 1976 ba tỉnh Quảng Bình, Quảng Trị và Thừa Thiên hợp nhất thành tỉnh Bình Trị Thiên, đến năm 1989 lại tách ra như cũ.
Khi tách ra, tỉnh Quảng Bình có 5 đơn vị hành chính gồm thị xã Đồng Hới và 4 huyện Bố Trạch, Lệ Ninh, Quảng Trạch, Tuyên Hóa.
Ngày 1 tháng 6 năm 1990, chia huyện Lệ Ninh thành 2 huyện: Lệ Thủy và Quảng Ninh; tái lập huyện Minh Hóa từ huyện Tuyên Hóa.
Ngày 16 tháng 8 năm 2004, chuyển thị xã Đồng Hới thành thành phố Đồng Hới.
Ngày 20 tháng 12 năm 2013, thành lập thị xã Ba Đồn trên cơ sở tách một số diện tích và dân số của huyện Quảng Trạch. Tỉnh Quảng Bình có 1 thành phố, 1 thị xã và 6 huyện như hiện nay.

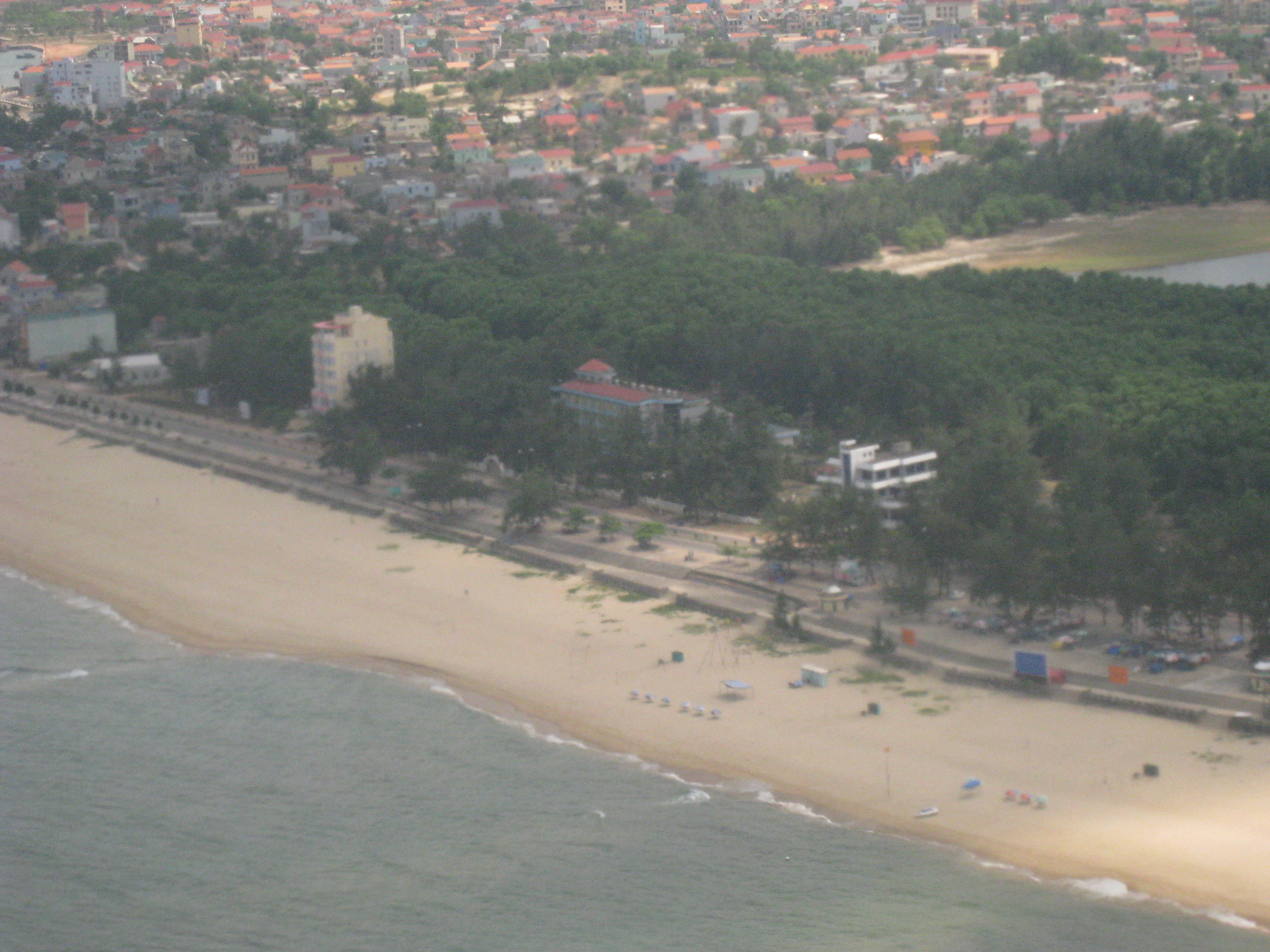
Thành phố Đồng Hới

Ngày 30 tháng 7 năm 2014, Thủ tướng Chính phủ ban hành Quyết định 1270/QĐ-TTg công nhận thành phố Đồng Hới là đô thị loại II trực thuộc tỉnh Quảng Bình.
Ngày 24 tháng 10 năm 2024, Ủy ban Thường vụ Quốc hội vừa ban hành Nghị quyết số 1242/NQ-UBTVQH15 về sắp xếp đơn vị hành chính cấp xã của tỉnh Quảng Bình giai đoạn 2023-2025.
Theo đó, sắp xếp các đơn vị hành chính cấp xã thuộc huyện Minh Hóa như sau:
Thành lập xã Tân Thành trên cơ sở nhập toàn bộ diện tích tự nhiên 30,29 km2, quy mô dân số 714 người của xã Hóa Phúc, toàn bộ diện tích tự nhiên 26,32 km2, quy mô dân số 3.169 người của xã Hóa Tiến và toàn bộ diện tích tự nhiên 33,16 km2, quy mô dân số 1.571 người của xã Hóa Thanh.
Sau khi thành lập, xã Tân Thành có diện tích tự nhiên 89,77 km2 và quy mô dân số 5.454 người.
Sau khi sắp xếp, huyện Minh Hóa có 13 đơn vị hành chính cấp xã, gồm 12 xã và 1 thị trấn.
Sắp xếp các đơn vị hành chính cấp xã thuộc huyện Bố Trạch như sau: Thành lập xã Hạ Mỹ trên cơ sở nhập toàn bộ diện tích tự nhiên 18,40 km2, quy mô dân số 5.372 người của xã Hạ Trạch và toàn bộ diện tích tự nhiên 9,28 km2, quy mô dân số 3.615 người của xã Mỹ Trạch.
Sau khi thành lập, xã Hạ Mỹ có diện tích tự nhiên 27,68 km2 và quy mô dân số 8.987 người.
Thành lập xã Lý Nam trên cơ sở nhập toàn bộ diện tích tự nhiên 19,25 km2, quy mô dân số 3.827 của xã Nam Trạch và toàn bộ diện tích tự nhiên 22,22 km2, quy mô dân số 5.380 của xã Lý Trạch.
Sau khi thành lập, xã Lý Nam có diện tích tự nhiên 41,47 km2 và quy mô dân số 9.207 người.
Sau khi sắp xếp, huyện Bố Trạch có 26 đơn vị hành chính cấp xã, gồm 23 xã và 3 thị trấn.
Sắp xếp các đơn vị hành chính cấp xã thuộc huyện Quảng Trạch như sau: Thành lập xã Phù Cảnh trên cơ sở nhập toàn bộ diện tích tự nhiên 3,65 km2, quy mô dân số 4.281 của xã Phù Hóa và toàn bộ diện tích tự nhiên 7,74 km2, quy mô dân số 5.001 người của xã Cảnh Hóa.
Sau khi thành lập, xã Phù Cảnh có diện tích tự nhiên 11,39 km2 và quy mô dân số 9.282 người.
Sau khi sắp xếp, huyện Quảng Trạch có 16 xã.
Sắp xếp các đơn vị hành chính cấp xã thuộc huyện Quảng Ninh như sau: Nhập toàn bộ diện tích tự nhiên 5,38 km2, quy mô dân số 5.023 người của xã Lương Ninh vào thị trấn Quán Hàu. Sau khi nhập, thị trấn Quán Hàu có diện tích tự nhiên 8,68 km2 và quy mô dân số 10.728 người.
Sau khi sắp xếp, huyện Quảng Ninh có 14 đơn vị hành chính cấp xã, gồm 13 xã và 1 thị trấn.
Sau khi sắp xếp các đơn vị hành chính cấp xã, tỉnh Quảng Bình có 8 đơn vị hành chính cấp huyện, gồm 6 huyện, 1 thị xã và 1 thành phố; 145 đơn vị hành chính cấp xã, gồm 122 xã, 15 phường và 8 thị trấn.
Nghị quyết này có hiệu lực thi hành từ ngày 1.12.2024.
Ngày 12 tháng 6 năm 2025, Quốc hội ban hành Nghị quyết số 202/2025/QH15 về việc sắp xếp đơn vị hành chính cấp tỉnh (nghị quyết có hiệu lực từ ngày 12 tháng 6 năm 2025). Theo đó, sáp nhập tỉnh Quảng Bình vào tỉnh Quảng Trị.

## Kinh tế - xã hội
Năm 2018, Quảng Bình là đơn vị hành chính Việt Nam đông thứ 47 về số dân, xếp thứ 50 về Tổng sản phẩm trên địa bàn (GRDP), xếp thứ 51 về GRDP bình quân đầu người, đứng thứ 55 về tốc độ tăng trưởng GRDP. Với 887,6 nghìn dân, GRDP đạt 29.600 tỉ Đồng (tương ứng với 1,274 tỉ USD), GRDP bình quân đầu người đạt 60 triệu đồng (tương ứng với 2.582 USD), tốc độ tăng trưởng GRDP đạt 7,2 %.
Cơ cấu kinh tế: năm 2016: nông, lâm nghiệp và thủy sản: 22,9%, công nghiệp - xây dựng: 25,7%, dịch vụ: 51,4%. Tổng mức đầu tư toàn tỉnh năm 2016 là 10.824 tỷ đồng.
Tỉnh Quảng Bình có dự án cảng Hòn La và khu công nghiệp Hòn La đang xây dựng, khi hoàn thành sẽ là động lực phát triển kinh tế cho tỉnh này. Cảng Hòn Là được xây dựng trên diện tích 32,3 ha với công suất thiết kế 10-12 triệu tấn/năm. Ngoài ra, ở đây còn có khu công nghiệp Hòn La, Nhà máy đóng tàu với tổng mức đầu tư 4.500 tỷ đồng; Nhà máy Nhiệt điện có tổng mức đầu tư hơn 1 tỷ USD có công suất 1.200 MW.
Tỉnh Quảng Bình có hai khu kinh tế đặc biệt, Khu kinh tế Hòn La  và Khu Kinh tế cửa khẩu Cha Lo và 6 khu công nghiệp khác.

Năm 2019, tốc độ tăng trưởng kinh tế đạt 12,01%. Thu ngân sách nhà nước trên địa bàn tỉnh đạt 45.976 tỉ đồng, trong đó thu nội địa đạt 34.323 tỉ đồng, thu xuất nhập khẩu đạt 11.600 tỉ đồng (không bao gồm 365 tỉ đồng ghi thu ghi chi và 53 tỉ đồng thu huy động đóng góp).

## Giáo dục
Quảng Bình xếp thứ 22 về tỉ lệ hộ nghèo của cả nước, dân số không đông, nhưng lại là nơi mà con người luôn chịu khó, cần cù học tập từ đời này sang đời khác, từ thế hệ trước truyền cho thế hệ sau để tạo nên truyền thống hiếu học, học có hiệu quả để mong thoát cảnh nghèo khổ, phục vụ cho quê hương, phụng sự quốc gia.
Năm học 2017 - 2018 toàn tỉnh có 590 trường. Trong đó có 182 trường và cơ sở giáo dục mầm non; 209 trường tiểu học; 147 trường trung học cơ sở; 19 trường phổ thông cơ sở; 6 trường phổ thông trung học và 27 trường trung học phổ thông. Tổng số phòng học các cấp học mầm non và phổ thông 7.205 (trong đó, có 5.146 phòng kiên cố, tỷ lệ 71,4%; 1.940 phòng bán kiên cố, tỷ lệ 26,9%). Tổng số cán bộ quản lý, giáo viên và nhân viên cấp học mầm non và phổ thông có: 19.435 người (cán bộ quản lý: 1.472 người, giáo viên 14.055 người và nhân viên 3.908 người). Quy mô học sinh đầu năm học các cấp học mầm non và phổ thông, toàn tỉnh có 219.791 học sinh; trong đó, giáo dục mầm non 61.620 cháu; tiểu học 73.754 học sinh; trung học cơ sở 54.647 học sinh; trung học phổ thông 29.770 học sinh.
- Về phổ cập giáo dục trung học cơ sở: Kết thúc năm học 2016 - 2017, đã có 159/159 xã, phường, thị trấn đạt chuẩn phổ cập giáo dục THCS mức độ 1 trở lên, trong đó, có 154/159 xã, phường, thị trấn đạt chuẩn phổ cập giáo dục THCS mức độ 2 trở lên (tỷ lệ 96,9%); có 90/159 xã, phường, thị trấn đạt chuẩn phổ cập giáo dục THCS mức độ 3 (tỷ lệ 56,6 %); có 8/8 huyện, thị xã, thành phố đạt chuẩn phổ cập giáo dục THCS mức độ 1 trở lên; trong đó, có 5/8 huyện, thị xã, thành phố đạt chuẩn PCGD THCS mức độ 2 trở lên (tỷ lệ 62,50%) và thành phố Đồng Hới đạt chuẩn mức độ 3. Tỉnh đạt chuẩn phổ cập giáo dục THCS mức độ 1.
- Về phổ cập giáo dục mầm non cho trẻ em 5 tuổi: Kết thúc năm học 2016 - 2017, đã có 158/159 xã, phường, thị trấn (đạt tỷ lệ 99,4%) và 8/8 huyện, thị xã, thành phố đạt chuẩn. Tỉnh đạt chuẩn phổ cập giáo dục mầm non cho trẻ 5 tuổi.
- Về công tác xây dựng trường đạt chuẩn quốc gia: Công tác xây dựng trường đạt chuẩn quốc gia được quan tâm chỉ đạo, thực hiện lồng ghép xây dựng trường đạt chuẩn quốc gia gắn với tiêu chí nông thôn mới và xây dựng trường học thân thiện; tổng số trường mầm non, phổ thông được công nhận đạt chuẩn Quốc gia lên 325/589 trường, đạt tỷ lệ 55,2% (trong đó, có 67/180 trường mầm non, đạt tỷ lệ 37,2%; 168/211 trường tiểu học, đạt tỉ lệ 79,6%; 77/165 trường trung học cơ sở, đạt tỉ lệ 46,67% và 13/33 trường trung học phổ thông và trường phổ thông trung học, đạt tỉ lệ 39,39%).
- Về kết quả thi học sinh giỏi cấp Quốc gia năm học 2016 - 2017: có 36/58 học sinh dự thi đạt giải. Trong đó, Trường THPT chuyên Võ Nguyên Giáp đã giành được 2 giải Nhất, 8 giải Nhì, 18 giải Ba và 8 giải Khuyến khích, nổi lên có ba học sinh là em Hầu Hải Phong đạt giải Nhất môn Sinh học, em Hoàng Thị Như Quỳnh đạt giải Nhất môn Địa lý và em Nguyễn Thế Quỳnh đạt giải Nhì môn Vật lý.
- Về kết quả thi học sinh giỏi Quốc tế: Kỳ thi Olympic Vật Lý châu Á lần thứ 18 năm 2017 được tổ chức tại Yakutsk, Cộng hòa Sakha, Liên bang Nga, em Nguyễn Thế Quỳnh học sinh Trường THPT chuyên Võ Nguyên Giáp đã xuất sắc giành Huy chương Bạc với số điểm cao nhất trong số Huy chương Bạc của đoàn Việt Nam và được chọn là 1 trong 5 đại diện tiêu biểu Việt Nam tham gia kỳ thi Olympic Vật Lý thế giới được tổ chức từ ngày 17-24/7 tại Indonesia. Kết quả, cả năm em đều đoạt giải, với 4 huy chương vàng, 1 huy chương bạc; trong đó em Nguyễn Thế Quỳnh đã xuất sắc giành huy chương vàng. Nguyễn Thế Quỳnh là học sinh đầu tiên giành 2 huy chương vàng thế giới trong lịch sử Giáo dục và Đào tạo Quảng Bình.

- Đào tạo: Quảng Bình có 1 trường Đại học, 4 trường Cao đẳng, 2 trường Trung cấp:
Năm học 2017 - 2018 Trường Đại học Quảng Bình, trường Đại học duy nhất có trụ sở ở tỉnh này có chỉ tiêu tuyển sinh là 2.090 chỉ tiêu, bao gồm 1.330 chỉ tiêu đại học và 300 cao đẳng sư phạm và 460 chỉ tiêu cao đẳng ngoài sư phạm; thời gian xét tuyển được trình tự theo kế hoạch hướng dẫn của Bộ giáo dục và đào tạo. Qua các đợt xét tuyển từ kết quả của kỳ thi Quốc gia, Trường Đại học Quảng Bình đã tuyển mới và nhập học tại trường là 833 sinh viên; trong đó: hệ đại học 412 sinh viên, hệ cao đẳng 110 sinh viên, hệ liên thông 291 sinh viên và học văn bằng hai hệ đại học là 20 sinh viên. Sinh viên Đại học, Cao đẳng chính quy chỉ tuyển được khoảng 1/3 so với chỉ tiêu được giao.
- Trường Cao đẳng Luật miền Trung
- Trường Cao đẳng Y tế Quảng Bình
- Trường Cao đẳng Kỹ thuật Công - Nông nghiệp Quảng Bình
- Trường Cao đẳng Nghề Quảng Bình
- Trường Trung cấp nghề Bình Minh - Quảng Bình
- Trường Trung cấp Du lịch - Công nghệ số 9
- Trường THPT Chuyên Võ Nguyên Giáp

## Dân cư
Theo tổng điều tra dân số tính đến ngay 1 tháng 4 năm 2019, dân số Quảng Bình đạt 895.430 người. Trên địa bàn tỉnh có 24 dân tộc anh em cùng sinh sống, nhưng chủ yếu là người Kinh, khoảng 97%. Dân tộc ít người thuộc hai nhóm chính là Chứt và Bru-Vân Kiều gồm những tộc người chính là: Khùa, Mã Liềng, Rục, Sách, Vân Kiều, Mày, Arem, v.v... sống tập trung ở hai huyện miền núi Tuyên Hóa và Minh Hóa và một số xã miền Tây Bố Trạch, Quảng Ninh, Lệ Thủy. Dân cư phân bố không đều do địa hình dốc hẹp, 60% sống ở vùng nông thôn và 30% sống ở thành thị.
Quảng Bình có nguồn lao động dồi dào với 530.064 người, chiếm khoảng 60,72% dân số. Trong đó tỷ lệ lao động nam/ nữ lần lượt là 265.206/ 264.858 người. Về chất lượng nguồn nhân lực cho đến cuối năm 2016: có 4 Phó giáo sư, 63 Tiến sĩ, 69 Bác sĩ Chuyên khoa II, 168 Bác sĩ Chuyên khoa I, 2015 Thạc sĩ, 30653 người có trình độ Đại học, 20664 có trình độ Cao đẳng-Trung cấp. Lực lượng lao động đã qua đào tạo chiếm 63,1 % tổng số lao động.
Tính đến ngày 1 tháng 4 năm 2019, toàn tỉnh có 6 tôn giáo khác nhau đạt 101.946 người, nhiều nhất là Công giáo có 101.246 người, tiếp theo là Phật giáo có 680 người. Còn lại các tôn giáo khác như đạo Tin Lành có 16 người, Hồi giáo có hai người, Phật giáo Hòa Hảo và đạo Cao Đài mỗi tôn giáo chỉ có một người.

## Văn hóa
Quảng Bình là vùng đất văn vật, nổi tiếng với di chỉ văn hóa Bàu Tró, các di chỉ thuộc nền văn hóa Hòa Bình,Đông Sơn và Sa Huỳnh, nhiều di tích lịch sử như: Quảng Bình Quan, Luỹ Thầy, Rào Sen, Thành Nhà Ngo, Thành Khu Túc-Chămpa, thành quách của thời Trịnh - Nguyễn, nhiều địa danh nổi tiếng trong hai cuộc kháng chiến chống xâm lược của dân tộc như Cự Nẫm, Cảnh Dương, Cha Lo, Cổng Trời, Xuân Sơn, Long Đại, đường Hồ Chí Minh v.v... Trong quá trình lịch sử, đã hình thành nhiều làng văn hóa nổi tiếng và được truyền tụng từ đời này sang đời khác như "Bát danh hương": "Sơn- Hà- Cảnh - Thổ- Văn- Võ- Cổ - Kim". Nhiều danh nhân tiền bối học rộng, đỗ cao và nổi tiếng xưa và nay trên nhiều lĩnh vực quân sự, văn hoă - xã hội như Dương Văn An, Lễ Thành hầu Nguyễn Hữu Cảnh, Tuy Lộc hầu Đặng Đại Lược, Lãnh Đức hầu Đặng Đại Độ, Sư bảo Nguyễn Đăng Tuân, Nguyễn Hàm Ninh, Hoàng Kế Viêm, Võ Nguyên Giáp, Ngô Đình Diệm,
Quảng Bình là vùng giao thoa của hai nền văn hóa cổ Việt - Chămpa, thể hiện ở những di chỉ có niên đại 5 nghìn năm đã khai quật được ở Bàu Tró, phía bắc Đồng Hới.

### Ẩm thực
Các đặc sản Quảng Bình đậm nét ẩm thực vùng miền như: hải sản Quảng Bình, khoai deo, nhút tép Lệ Thủy, bánh mè xát Tân An, cam mật Hiền Ninh, ốc đực, sò huyết sông Ròn, muối cheo, rượu sim Lệ Thủy, bánh xoài, rượu cần Ma Coong Thượng Trạch, bánh gai Lệ Thủy, cơm gà thúng Lạc Sơn, măng, nước mắm Bảo Ninh, bánh khoái, rượu Võ Xá, gỏi cá nghéo, nếp than Ngân Thủy, bánh bột lọc, nhộng tằm lá sắn Xuân Hóa, thịt lợn khùa, bánh xèo Quảng Hòa, đẻn biển, mật mía làng Khiên, bánh cuốn ruốc tôm, dưa hấu Hàm Ninh, mật ong rừng, chắt chắt sông Gianh, rượu đoác, trứng kiến nấu lá bún Minh Hóa, sim rừng, nước mắm Cảnh Dương, cá mát, cháo hàu Quán Hàu, rau dớn, sâm Bố Chính, thịt trâu lá trơng, cháo canh Quảng Bình, bánh bèo, cơm bồi Minh Hóa, hạt tiêu, cháo măng rừng Lâm Hóa, tỏi tía Quảng Minh, cá trắm sông Son, nấm tràm, bánh bèo tôm chấy.

### Danh lam thắng cảnh

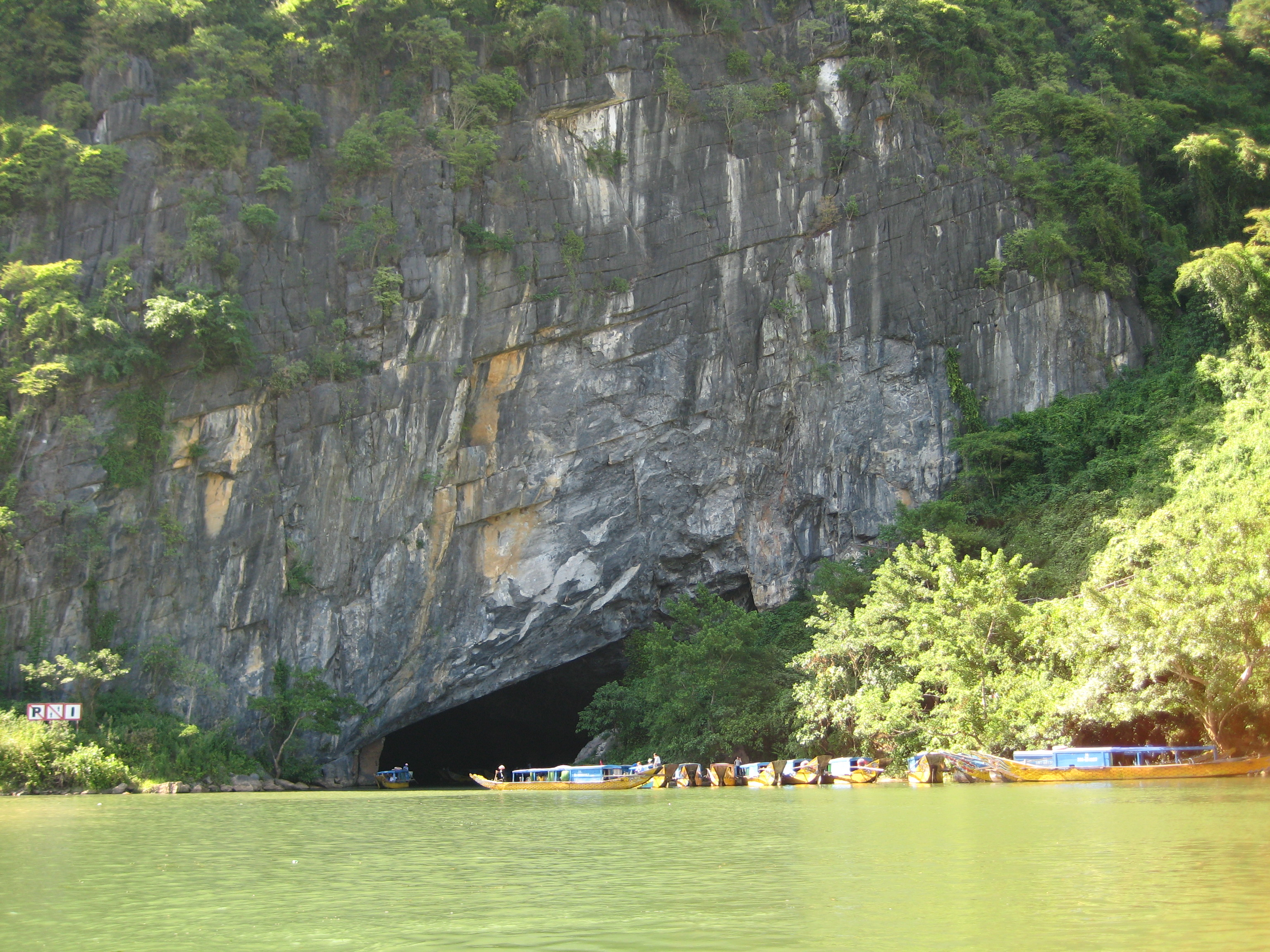
Động Phong Nha trong Vườn quốc gia Phong Nha-Kẻ Bàng

Quảng Bình nổi tiếng với di sản thiên nhiên thế giới Vườn quốc gia Phong Nha - Kẻ Bàng và Hang Sơn Đoòng - Hang động tự nhiên lớn nhất thế giới
Hang Sơn Đoòng cách Đồng Hới 70 km và là một dải kỳ quan nằm sâu trong lòng núi, cách đỉnh núi 800 – 900 m. Dài 7729 m, động có 14 hang do dòng sông ngầm dài 13.969 m hòa tan đá vôi tạo thành.
Vườn quốc gia Phong Nha-Kẻ Bàng đã UNESCO công nhận là di sản thiên nhiên thế giới năm 2003. Động Phong Nha là một động đẹp có sông ngầm và có bảy cái nhất: (1) Hang nước dài nhất; (2) Cửa hang cao và rộng nhất; (3) Bãi cát, đá rộng và đẹp nhất; (4) Hồ ngầm đẹp nhất; (5) Thạch nhũ tráng lệ và kỳ ảo nhất; (6) Dòng sông ngầm dài nhất Việt Nam; (7) Hang khô rộng và đẹp nhất.

### Di tích lịch sử
- Hiện vật Bàu Tró
- Thành Đồng Hới
- Lũy Thầy
- Thành Nhà Ngo
- Thành Khu Túc
- Các di tích lịch sử - văn hóa và thắng cảnh nổi tiếng:

Quảng Bình có nhiều di tích danh thắng cấp Quốc gia được Nhà nước công nhận, nhiều di tích được UBND tỉnh ra quyết định bảo vệ, và nhiều di tích ở địa phương cơ sở chưa được xếp hạng.
Có thể phân theo các loại hình sau đây:
- Di tích khảo cổ học gồm có:
  - - Di tích cấp Quốc gia: Di chỉ Bàu Tró (Đồng Hới),
  - - Di tích UBND tỉnh ra QD bảo vệ: Hang Minh Cầm
  - - Các di tích đưa vào danh mục kiểm kê: - Di chỉ Thóc Lóc (Bố Trạch), Di chỉ Hang Trăn (Minh Hóa), Di chỉ Hóa Tiến - Hóa Hợp (Minh Hóa), Di chỉ Minh Cầm (Tuyên Hóa), Di chỉ Ba Đồn I, II (Ba Đồn), Di chỉ Bàu Khê (Bố Trạch), Di chỉ Cồn Nền (Ba Đồn), Di chỉ Gốm sành Mỹ Cương (Đồng Hới)...
- Di tích kiến trúc (Thành lũy đền, chùa, đình, miếu) gồm có:
  - - Di tích cấp Quốc gia: Thành Đồng Hới, Lũy Thầy (Lũy Đào Duy Từ- Quảng Ninh, Đồng Hới), Đình Hòa Ninh (Ba Đồn), Đình Minh Lệ (Ba Đồn), Đình Đồng Dương (Quảng Trạch), Đình Lý Hòa (Bố Trạch), Chùa An Xá (Lệ Thủy), Quảng Bình quan (Đồng Hới), Đình Lũ Phong (Ba Đồn), Đình Phù Trịch (Ba Đồn), Điện Thành Hoàng Vĩnh Lộc (Ba Đồn). Đình Tượng Sơn và lăng mộ danh tướng Nguyễn Dụng (Ba Đồn)...
  - - Di tích UBND ra QĐ bảo vệ: Hoành Sơn Quan (Quảng Trạch), Đền Công chúa Liễu Hạnh (Quảng Trạch), Đình Thọ Linh (Ba Đồn), Đình La Hà (Ba Đồn), Đình Lộc Điền (Quảng Trạch), Chùa Quan Âm tự (Bố Trạch), Đền Truy Viễn Đường (Ba Đồn), Đình Thuận Bài (Ba Đồn)...
  - - Di tích ở các địa phương chưa xếp hạng được đưa vào danh mục kiểm kê: Thành Nhà Ngo (Lệ Thủy), Thành Kẻ Hạ (Bố Trạch), Lũy Hoàn Vương (Quảng Trạch).
- Di tích lưu niệm danh nhân gồm có:
  - - Các di tích cấp Quốc gia: - Lăng mộ và miếu thờ Hoàng Hối Khanh (Lệ Thủy), Lăng mộ Lễ Thành hầu Nguyễn Hữu Cảnh (Lệ Thủy), Lăng mộ Hồ Hồng (Hồ Cưỡng - Bố Trạch), Nhà thờ và mộ Đề đốc Lãnh binh Hà Nội Lê Trực (Tuyên Hóa), Lăng mộ và nhà bia tưởng niệm Mai Lượng (Ba Đồn).
  - - Các di tích UBND tỉnh ra QĐ bảo vệ và di tích đưa vào danh mục kiểm kê: Lăng mộ Hoàng Kế Viêm (Quảng Ninh), Song Trung miếu bia (Quảng Trạch), Lăng mộ Nguyễn Hàm Ninh (Quảng Trạch), Lăng mộ danh tướng Lê Sỹ (Quảng Ninh), Lăng mộ Võ Xuân Cẩn (Lệ Thủy), Đền thờ và lăng mộ Lê Mộ Khởi (Bố Trạch), Nhà thờ Vĩnh An hầu Nguyễn Hữu Cảnh (Quảng Ninh).
- Các di tích lịch sử gồm có:
  - - Các di tích cấp Quốc gia: Các điểm di tích Chủ tịch Hồ Chí Minh về thăm Quảng Bình (Đồng Hới), Di tích làng chiến đấu Cảnh Dương (Quảng Trạch), Di tích Chiến khu Trung Thuần (Quảng Trạch), Di tích làng chiến đấu Cự Nẫm (Bố Trạch), Di tích chiến thắng Xuân Bồ (Lệ Thủy), Di tích Bến đò Mẹ Suốt (Đồng Hới), Di tích Trận địa đại đội nữ pháo binh Ngư Thủy (Lệ Thủy), Di tích miếu Mỹ Thổ -Trung Lực (Lệ Thủy), Di tích Bến phà Gianh (Ba Đồn - Bố Trạch), Di tích Nhà nhóm thôn Trung (Quảng Ninh), Di tích Bến phà Long Đại (Quảng Ninh), Di tích Ga Kẻ Rấy (Bố Trạch), Di tích Khu Giao tế (Đồng Hới), Di tích Trận địa pháo lão dân quân Đức Ninh (Đồng Hới), Hang Lèn Hà (Thanh Hóa-Tuyên Hóa).
  - Các di tích Đường Hồ Chí Minh cấp Quốc gia: Di tích A 72 (Lệ Thủy), Các hang động Hóa Thanh, Hóa Tiến (Minh Hóa), Di tích cụm chỉ huy Đoàn 559 ở Hiền Ninh (Quảng Ninh), Các di tích trọng điểm trên đường 12 A (Minh Hóa): La Trọng, Bãi Dinh, Khe Tang, Đồi 37, Cha Lo, Cổng Trời, Hang Dơi, Hang Tiên; Các trọng điểm trên Đường 20 Quyết Thắng, Khu di tích Xuân Sơn Phong Nha.
  - -Các di tích Đường Hồ Chí Minh UBND tỉnh ra QĐ bảo vệ: Ngã tư Thạch Bàn, Bang- Ho (Lệ Thủy), Bến phà Quán Hàu, Km0 Đường 10 Quảng Ninh), Cảng cá Thanh Khê, Sân bay Khe Gát (Bố Trạch)
  - - Các di tích UBND tỉnh ra QĐ bảo vệ và di tích đưa vào danh sách kiểm kê: Di tích nhà lao Đồng Hới (Đồng Hới), Di tích Trụ sở Tỉnh ủy (Đồng Hới), Di tích Xưởng chế tạo vũ khí Quy Hậu (Lệ Thủy), Di tích Ngôi nhà ông Lê Bá Tiệp (Đồng Hới), Di tích Bãi Đức (UBND- Tuyên Hóa), Di tích Điểm chiến thắng Giếng Hóc (Bố Trạch), Địa điểm Đại hội Đảng bộ Đồng Hới- Lầu Thuận Long (Đồng Hới), Di tích Địa điểm Đại hội Đảng bộ tỉnh lần thứ II Đình Kim Bảng và Lèn Cây Quýt (Minh Hóa), Di tích Trung tâm xã chiến đấu Hưng Đạo (Lệ Thủy), Di tích Tiếng bom Lộc Long (Quảng Ninh), Di tích làng chiến đấu Quảng Xá (Quảng Ninh), Di tích Ga Thuận Lý (Đồng Hới), Di tích Sở Chỉ huy BCH Quân sự tỉnh 1965-1973 (Đồng Hới), Di tích Hang lèn Đại Hòa (Tuyên Hóa), Di tích làng chiến đấu Hiển Lộc (Quảng Ninh), Di tích địa điểm thành lập Trung đoàn 18 (Tuyên Hóa), Di tích chi bộ Ngọa Cương- Thanh Thủy (Quảng Trạch), Di tích Trận chiến thắng Phù Trịch (Ba Đồn), Di tích trận địa pháo Quang Phú (Đồng Hới), Di tích Nhà lưu niệm Đại tướng Võ Nguyên Giáp (Lệ Thủy), Di tích Địa đạo Văn La (Quảng Ninh), Di tích Chiến khu Thuận Đức (Đồng Hới), Chứng tích tội ác địch trong chiến tranh: Đồn Hòa Luật Nam (Lệ Thủy), Tháp nước, Cây đa Chùa Ông, Tháp chuông Nhà thờ Tam Tòa (Đồng Hới)
- Các di tích gắn với thắng cảnh nổi tiếng:
  - - Cấp quốc gia: Vườn Quốc gia Phong Nha Kẻ Bàng, Khu Danh thắng Đá Nhảy - Lý Hòa (Bố Trạch), Khu thắng cảnh Cửa biển Nhật Lệ (Đồng Hới)
  - - Khu danh thắng UBND tỉnh ra Quyết định: Chùa Non núi Thần Đinh (Quảng Ninh)
  - - Các khu danh thắng khác: Suối Moọc, Vịnh Hòn La Quảng Trạch, Khu nước khoáng nóng Bang Lệ Thủy.

## Du lịch

Biểu trưng du lịch Quảng Bình

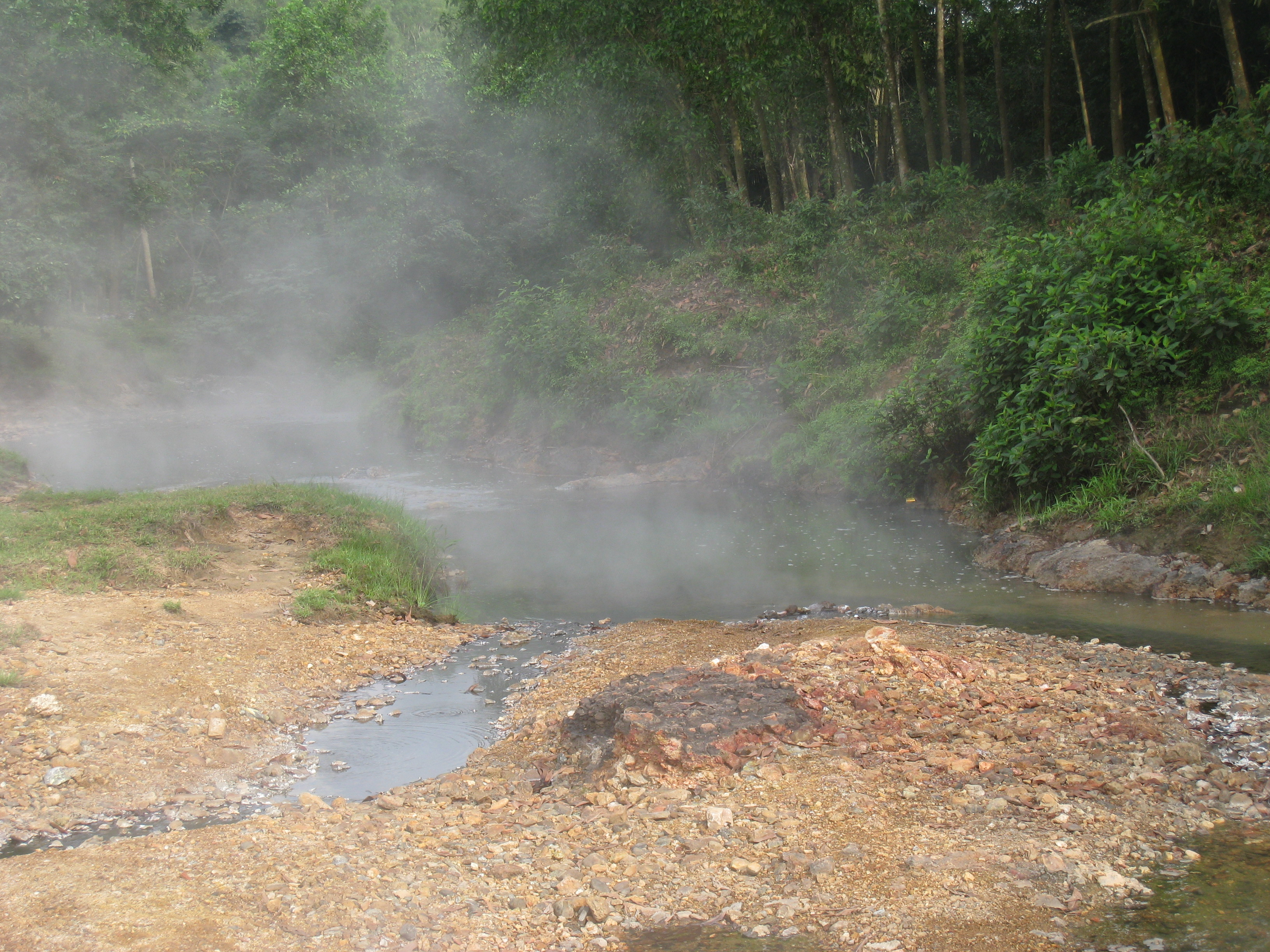
Suối nước khoáng Bang ở huyện Lệ Thủy.

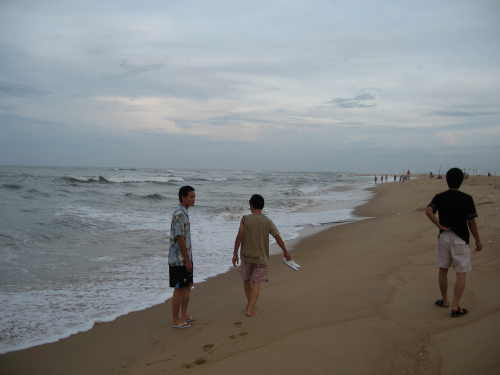
Bãi biển Nhật Lệ ở Đồng Hới

Dải đất Quảng Bình như một bức tranh tuyệt đẹp, có rừng, có biển với nhiều cảnh quan thiên nhiên đẹp, thắng cảnh nổi tiếng: đèo Ngang, đèo Khe Nét, cửa bãi biển Nhật Lệ, Bãi biển Đá nhảy, phá Hạc Hải, Cổng Trời... và Vườn quốc gia Phong Nha - Kẻ Bàng được công nhận là Di sản thiên nhiên thế giới đây cũng được công nhận là khu du lịch quốc gia Việt Nam. Hang Sơn Đoòng được công nhận là hang động lớn nhất thế giới. Với hệ thống hang động phong phú tìm thấy cho đến nay, Quảng Bình đã được mọi người gọi là Vương quốc hang động. Ngày 13/5/2015, Hang Sơn Đoòng của Quảng Bình xuất hiện trên chương trình Good Morning American trên kênh ABC của nước Mỹ đã đưa Quảng Bình và du lịch Quảng Bình đến gần hơn với bạn bè quốc tế. Gần đây đoàn làm phim bom tấn nổi tiếng thế giới Kong: Skull Island đến từ Hollywood Mỹ đã thực hiện nhiều cảnh quay tại hệ thống hang động Quảng Bình ra mắt những thước phim mãn nhãn vào ngày 10/3/2017.
Quảng Bình có một dải dài bãi biển tuyệt đẹp với cát trắng, nước biển xanh, song do quy hoạch chưa rõ ràng và giao thông chưa tốt nên chưa phát huy được tiềm năng.
Tháng 1 năm 2009, báo Los Angeles Times của Mỹ đã chọn Đồng Hới và vườn quốc gia Phong Nha-Kẻ Bàng vào danh sách 29 điểm đến trong năm 2009 Năm 2014 cùng với Động Sơn Đoòng, Quảng Bình đã được The New York Times bầu chọn là điểm đến hấp dẫn nhất châu Á. Quảng Bình cũng được nhiều tờ báo nổi tiếng bầu chọn là một trong những điểm đến hấp dẫn và giá rẻ. Năm 2015, Quảng Bình đón trên 3 triệu tăng 8,9% và doanh thu đạt 3.300 tỷ đồng tăng 8% so với cùng kỳ 2014.
Hang Sơn Đoòng là hang động tự nhiên lớn nhất thế giới, là kỳ quan thiên nhiên và địa chất của nhân loại,thuộc quần thể hang động Phong Nha - Kẻ Bàng, tọa lạc tại xã Sơn Trạch, huyện Bố Trạch, tỉnh Quảng Bình nước ta. Cho tới nay, đây luôn được coi là hang động tự nhiên lớn nhất thế giới từng được phát hiện. Kích thước của hang Sơn Đoòng rất lớn với chiều dài ít nhất là 5 km, tương đương sức chứa khoảng 68 chiếc máy bay Boeing 777.
Thậm chí, con số này có thể lớn hơn bởi theo các nhà khoa học, những phương tiện hiện đại nhất ngày nay cũng chưa khám phá được hết chiều dài thực sự của hang động này.Trong hang Sơn Đoòng, các chuyên gia phát hiện những vị trí có kích thước rất lớn. Một bức ảnh do nhiếp ảnh gia Carten Peter chụp tháng 5/2010 ghi nhận đoạn hang có bề rộng 91,44m và vòm cao gần 243,84m - hoàn toàn "nhét" vừa một tòa nhà cao 40 tầng ở New York.Trang National Geographic thậm chí còn so sánh rằng, hang cao tới mức xếp chồng 25 chiếc xe bus hai tầng vào vẫn thoải mái.Sự hùng vĩ và đồ sộ về cảnh quan của hang Sơn Đoòng khiến nó được thế giới vinh danh là "The Great Wall of Viet Nam" (hiểu là "Vạn Lý Trường Thành" của Việt Nam, giống như "The Great Wall of China" là Vạn Lý Trường Thành của Trung Quốc).
Đồng Hới là thành phố trẻ được ví như là Nha Trang ở phía bắc Đèo Hải Vân, có đường bờ biển dài 14 km với hàng loại Khách sạn Và Resort Cao cấp ven biển.Trong tương lai gần đây sẽ là Thành phố du lịch Mới của Việt Nam.Cùng với Vườn quốc gia Phong Nha - Kẻ Bàng đây sẽ là một tổ hợp du lịch hấp dẫn hàng đầu Châu Á.

## Giao thông
Giao thông Quảng Bình gần như hội tụ đầy đủ tất cả các loại hình giao thông quan trọng, bao gồm: 
- Đường bộ: 
  - Huyết mạch: Đường cao tốc Bắc – Nam phía Đông đang xây dựng, Quốc lộ 1, Đường Hồ Chí Minh, Đường ven biển
  - Trong tỉnh: Quốc lộ 12C, Quốc lộ 12A, Quốc lộ 9B, Quốc lộ 9C, Quốc lộ 9E, Quốc lộ 15
- Đường sắt: Đường sắt Bắc Nam
- Đường biển: Cảng Hòn La, Cảng Gianh, Cảng Nhật Lệ
- Đường hàng không: sân bay Đồng Hới

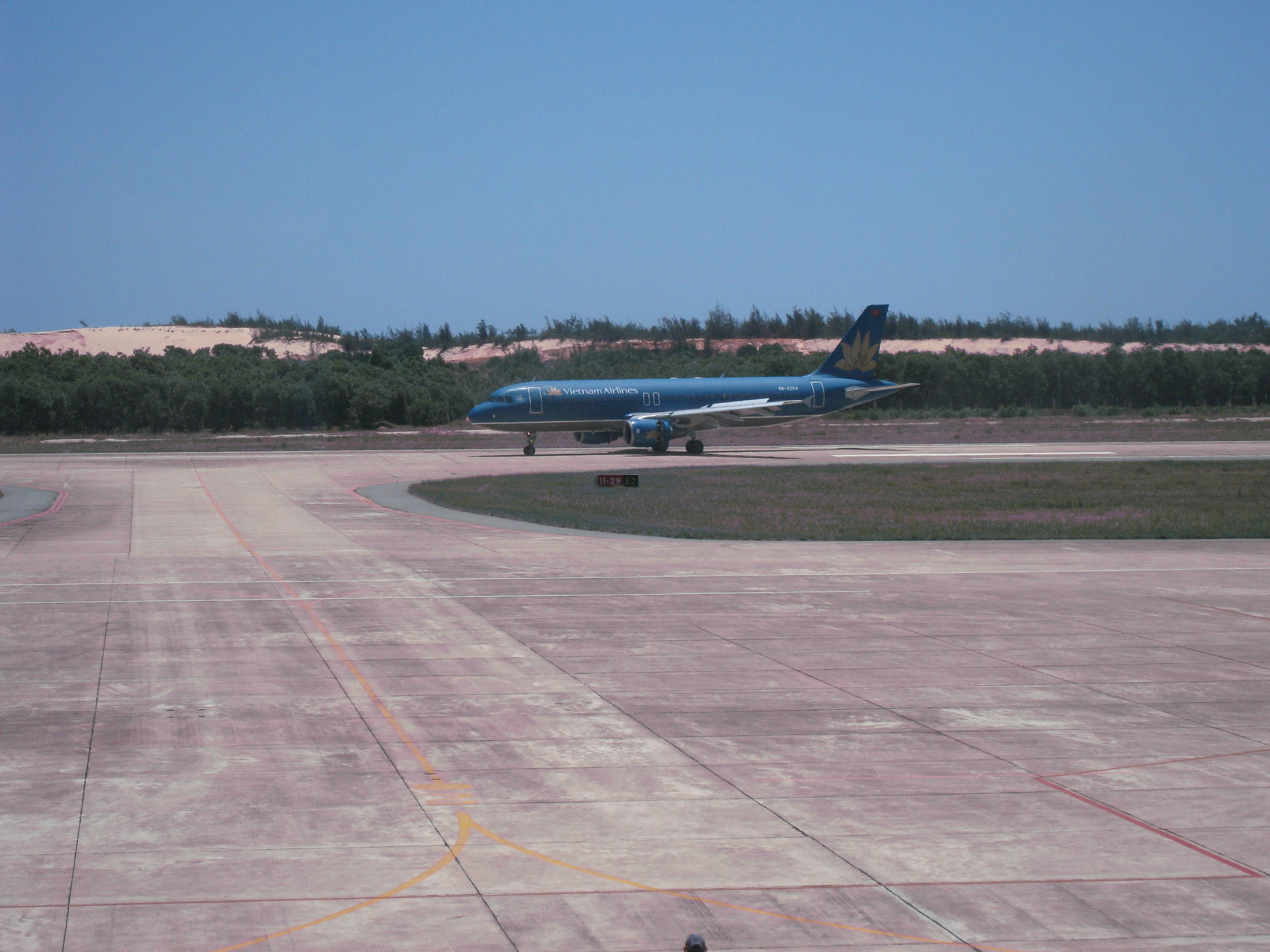
Máy bay Airbus A320 đang hạ cánh ở Sân bay Đồng Hới, Đồng Hới

Quảng Bình là đầu mối giao thông, nằm ở trung điểm và nơi hẹp nhất của Việt Nam với khoảng cách chưa đến 50 km từ mép biển Đông đến biên giới Việt - Lào. Giao thông đường thủy có Cảng Hòn La (12 triệu tấn/năm) do Tổng công ty Dịch vụ kỹ thuật Dầu khí (PTSC) thuộc Tập đoàn Dầu khí Việt Nam quản lý vận hành và phát triển. Ngoài ra còn có cảng Nhật Lệ, cảng Gianh.. Giao thông đường bộ có Quốc lộ 1 dài 122 km (dài thứ 5 cả nước), Đường Hồ Chí Minh (dài nhất nước) với nhánh Đông dài 200 km và nhánh Tây dài 197 km, Quốc lộ 12A, Quốc lộ 12C, Quốc lộ 9B, Quốc lộ 15A. Giao thông đường sắt có tuyến đường sắt Bắc Nam chạy qua tỉnh tổng cộng 174,5 km (một trong hai tỉnh dài nhất nước) với 21 ga trong đó có ga Đồng Hới là một trong 8 ga chính của cả nước và 3 ga:Đồng Lê, Minh Lệ và Mỹ Đức có tàu Thống Nhất dừng đổ đón trả khách. Giao thông đường hàng không có Sân bay Đồng Hới, cùng với Sân bay quốc tế Phú Bài, Sân bay Vinh và Sân bay Thọ Xuân là một trong bốn sân bay chính của Vùng Bắc Trung Bộ, với tuyến bay nối Sân bay quốc tế Nội Bài (Hà Nội), và Sân bay quốc tế Tân Sơn Nhất (Thành phố Hồ Chí Minh, sân bay Cát Bi (Hải Phòng), sân bay quốc tế Chiang Mai (Chiang Mai) của các hãng hàng không: Vietnam Airlines, VietJet Air, Jetstar Pacific Airlines, Bamboo Airways. Năm 2016, Sân bay Đồng Hới đón 365.820 lượt khách (tăng 39,96% so với 261.372 lượt khách năm 2015), năm 2017 đạt 468.000 lượt khách.

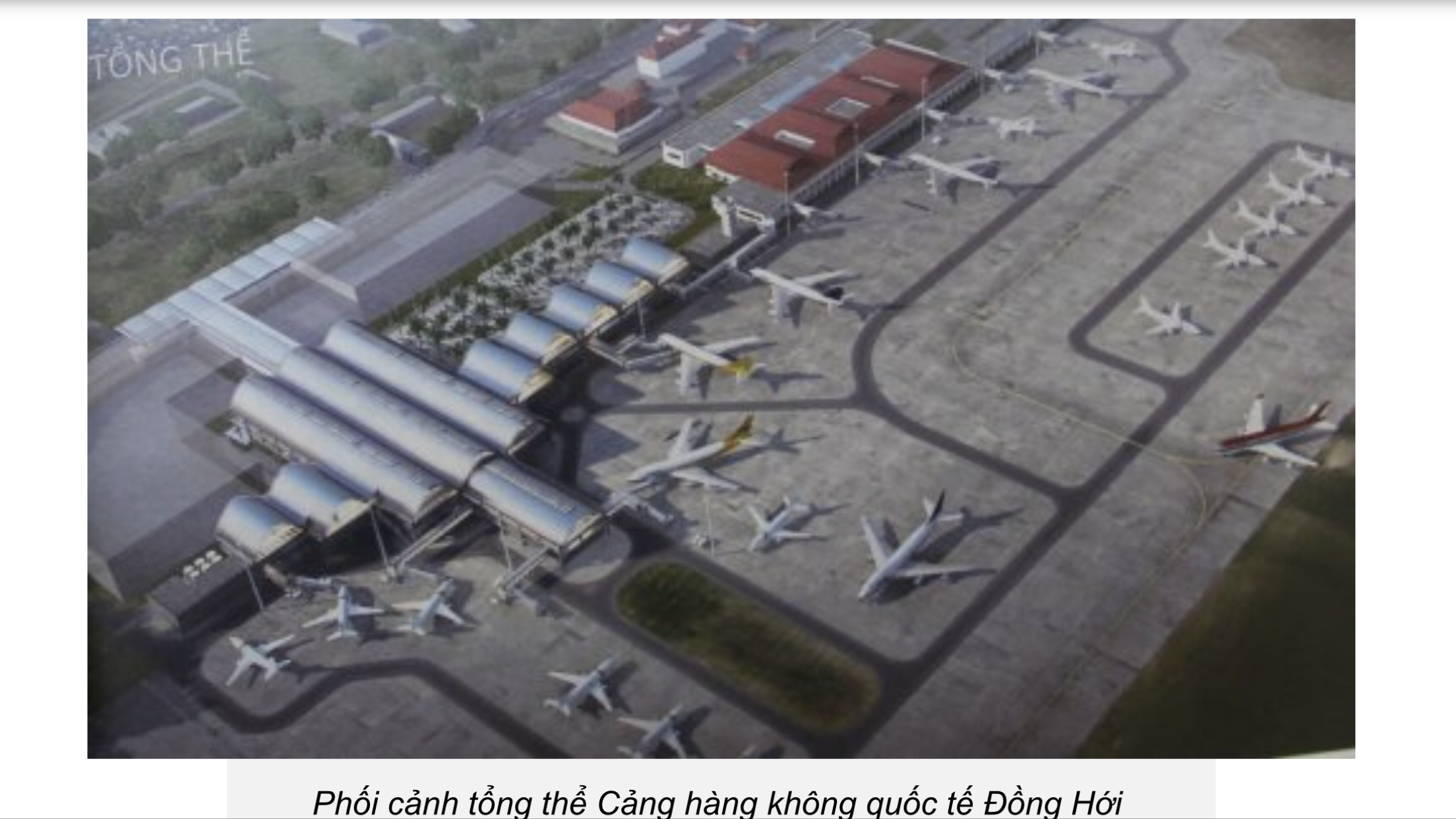
Phối cảnh dự án nâng cấp sân bay Đồng Hới, triển khai từ quý 4 năm 2018 và hoàn thành từ quý 2 năm 2020.

Năm 2018, Tập đoàn FLC đã đề xuất thực hiện dự án đầu tư nâng cấp mở rộng sân bay Đồng Hới. Dự án đầu tư nâng cấp sân bay này sẽ được tiến hành từ quý 4/2018 và hoàn thành công tác nâng cấp vào năm 2020, lúc đó đường băng sân bay này sẽ đạt cấp 4E với chiều dài 3.600m và chiều rộng 45 m, có thể phục vụ các loại tàu bay dân dụng lớn nhất như A350, Boeing 787 Dreamliner, với hai nhà ga (quốc tế và nội địa), tổng công suất thiết kế 10 triệu lượt khách/năm. Sau khi hoàn thành nâng cấp, sẽ có nhiều tuyến bay nội địa và quốc tế sẽ được mở tại sân bay này.
Quốc lộ 12A, Quốc lộ 12C, Quốc lộ 9B là những tuyến đường chính nối với Lào - Thái Lan qua cửa khẩu quốc tế Cha Lo và một số cửa khẩu phụ khác đến các cảng biển Vũng Áng, Gianh, Hòn La...

## Danh nhân
Một số danh nhân người Quảng Bình nổi tiếng:

### Thời quân chủ:
- Lưu Kế Tông (? –989): vua Chiêm Thành. Ông vốn là Quản giáp, được lệnh vua Lê Hoàn chỉ huy đạo quân chiếm đóng bắc Chiêm Thành, nhân lúc vua Chiêm Thành băng hà bèn tự lên ngôi, tại vị trong một thời gian ngắn (986-989).[30]
- Dương Văn An (1514-1591): thượng thư triều Mạc, tác giả bộ sách sử-địa Ô Châu cận lục (烏州近錄).
- Nguyễn Hữu Dật (1603–1681): tướng quân, đại danh thần thời chúa Nguyễn trong chiến tranh Trịnh-Nguyễn.
- Nguyễn Hữu Cảnh (1650-1700): danh thần thời chúa Nguyễn, vị tướng mở cõi đất Nam Bộ, khai lập vùng đất Đồng Nai, Gia Định. Ông cũng là con trai danh tướng Nguyễn Hữu Dật.
- Trương Phúc Phan: trấn thủ dinh Trấn Biên thời chúa Nguyễn Phúc Chu, có công chỉ huy đội quân dân binh giành lại đảo Côn Lôn bị quân Anh chiếm đóng (1703).

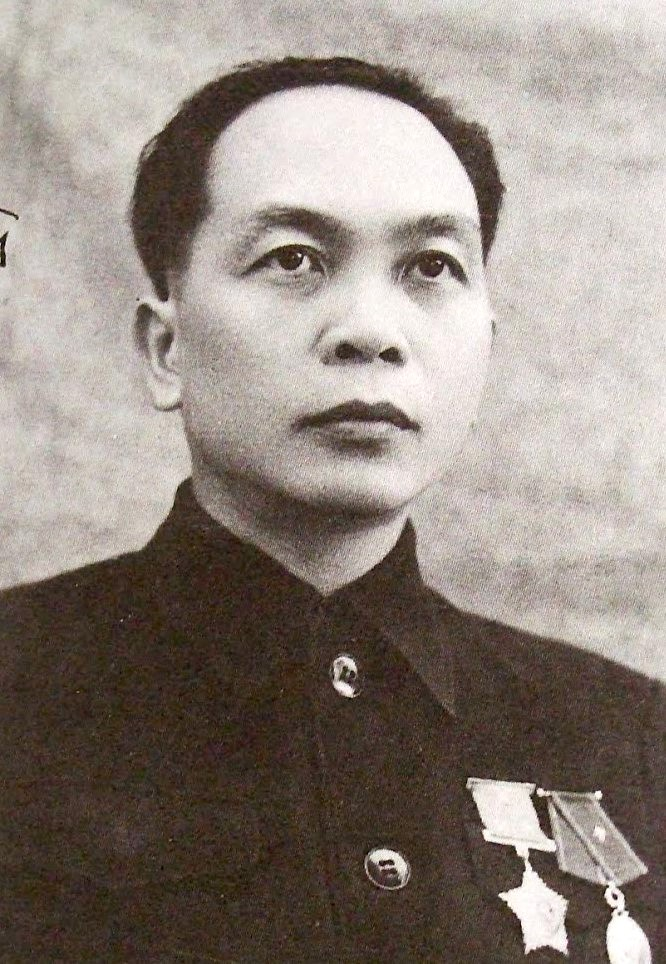
Đại tướng Võ Nguyên Giáp (1911-2013)

### Thời cận-hiện đại:
- Võ Nguyên Giáp (1911-2013): nhà quân sự, chính trị gia; Đại tướng đầu tiên, Bộ trưởng Bộ Quốc phòng, Tổng tư lệnh của Quân đội Nhân dân Việt Nam.
- Ngô Đình Diệm (1901-1963): chính trị gia; Thượng thư nhà Nguyễn, Tổng thống Việt Nam Cộng hòa.
- Đồng Sĩ Nguyên (1923-2019): nhà quân sự, chính trị gia; Trung tướng, Tư lệnh Binh đoàn Trường Sơn, Phó chủ tịch Hội đồng Bộ trưởng.
- Mai Xuân Vĩnh (sinh năm 1931): Phó đô đốc Hải quân Nhân dân Việt Nam.

### Nhà tri thức:
- Hoàng Tuệ (1922-1999): Giáo sư, nhà ngôn ngữ học Việt Nam.
- Hàn Mặc Tử (1912-1940), tên thật Nguyễn Trọng Trí: nhà thơ
- Lưu Trọng Lư (1911-1991): nhà thơ, nhà văn, nhà soạn kịch.
- Lâm Thị Mỹ Dạ (1949-2023): nhà thơ
- Nguyễn Quang Lập (sinh năm 1956): nhà văn

Khác:
- Thích Trí Quang (1923-2019), tục danh Phạm Do: nhà sư dẫn đầu quần chúng Phật tử trong Biến cố Phật giáo 1963 và Biến động Miền Trung tại miền Nam Việt Nam.
- Mẹ Suốt (1908-1968), tên thật Nguyễn Thị Suốt: Anh hùng Lao động thời Chiến tranh Việt Nam.

## Hình ảnh

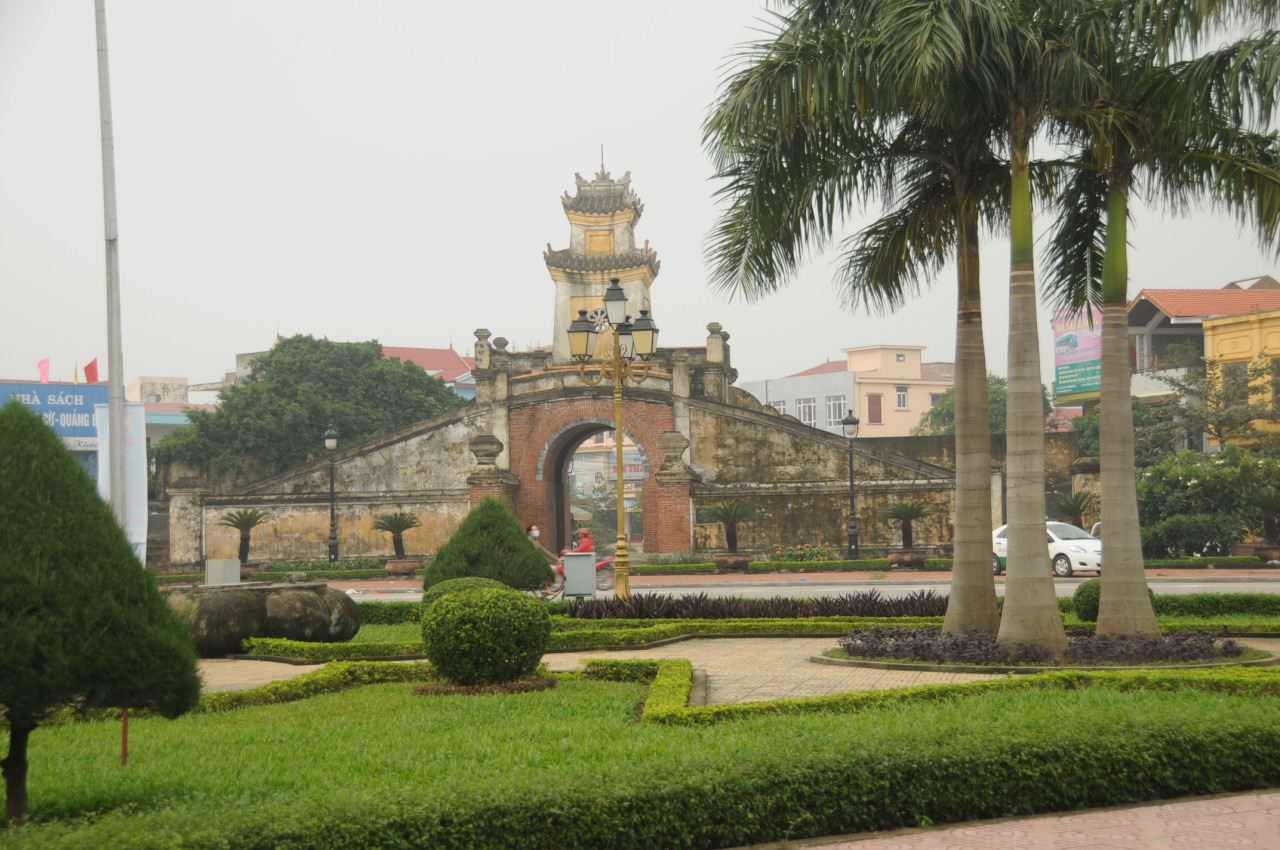
Quảng Bình Quan, một phần của Thành Đồng Hới xưa.
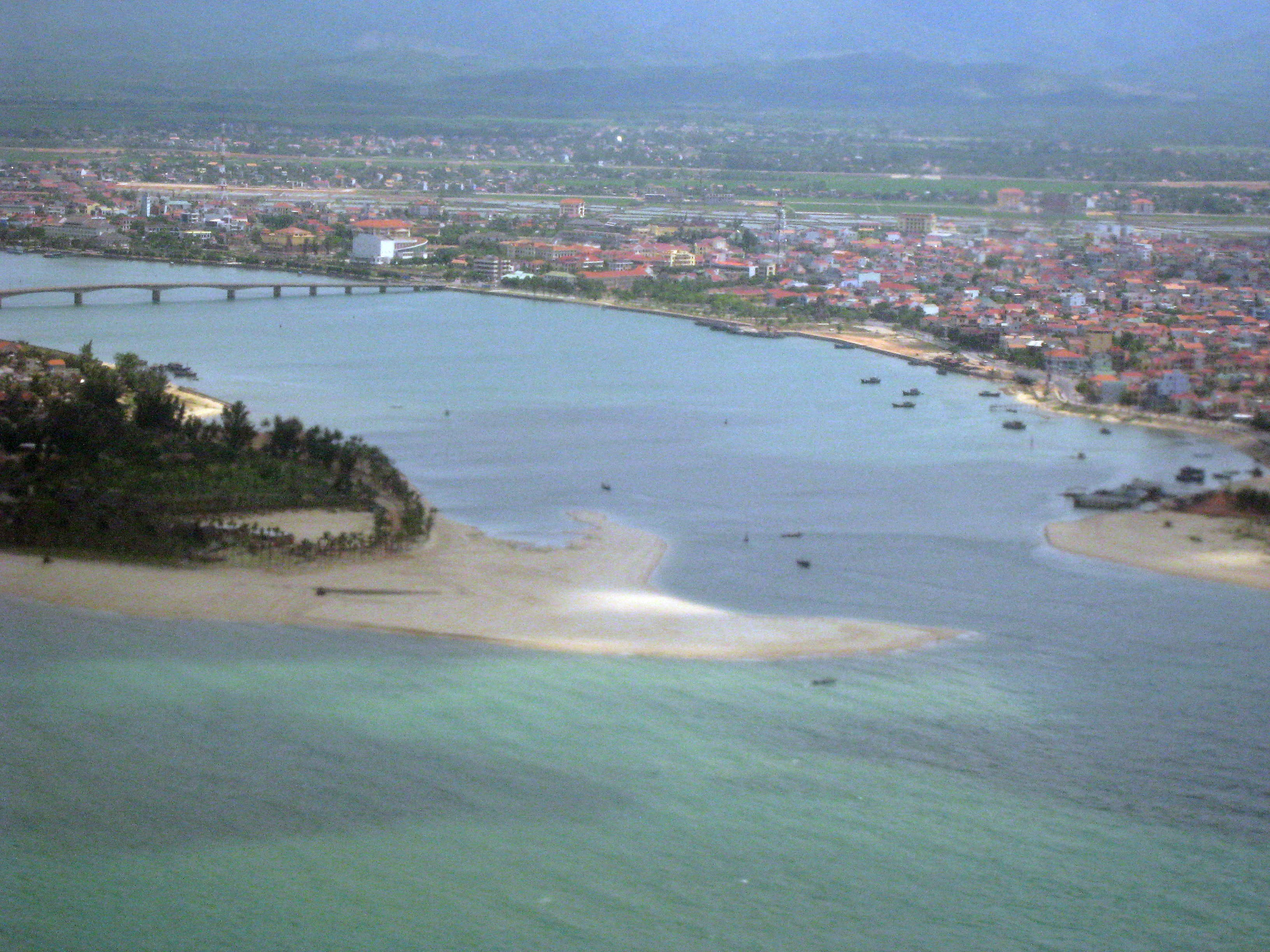
Một góc TP.Đồng Hới, Quảng Bình
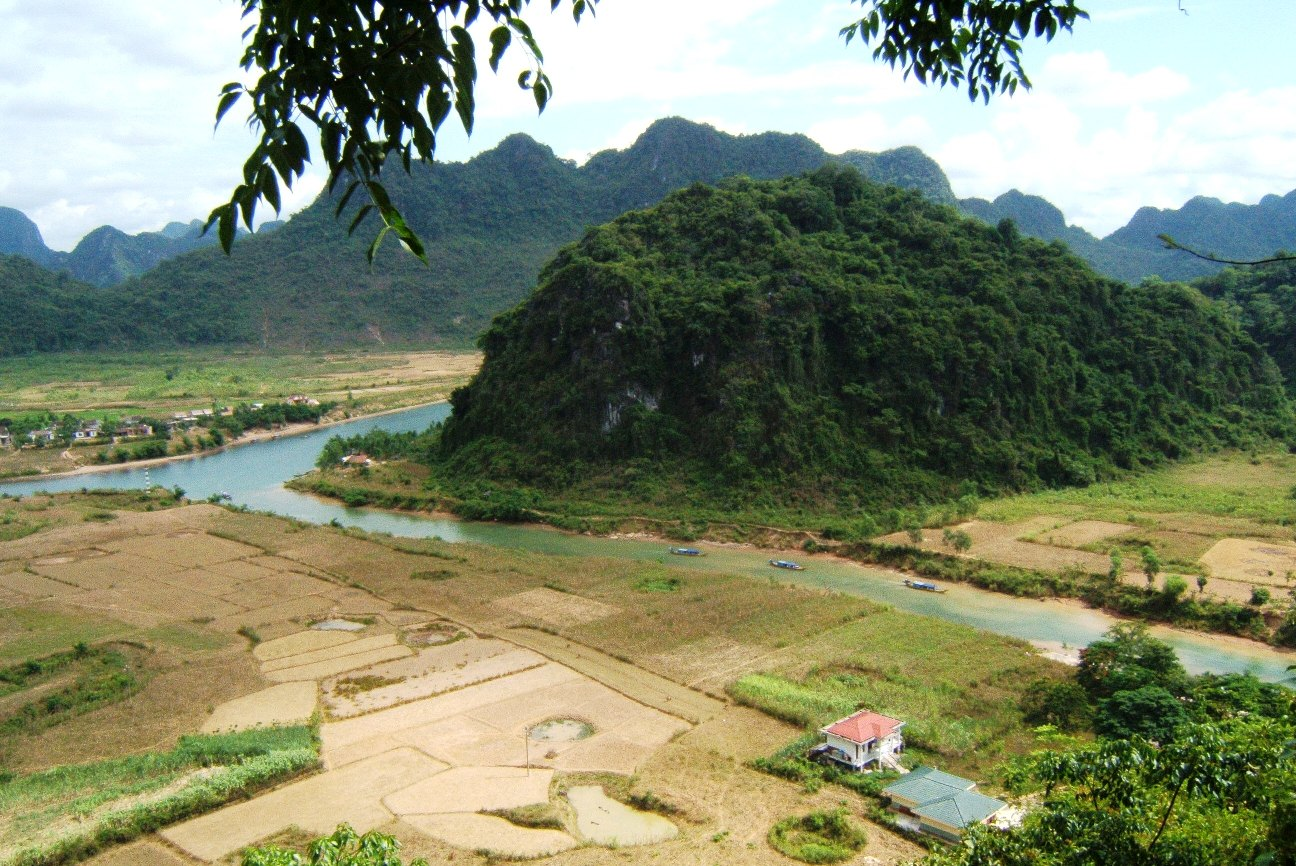
Đường sông Son tấp nập ở trước động Phong Nha
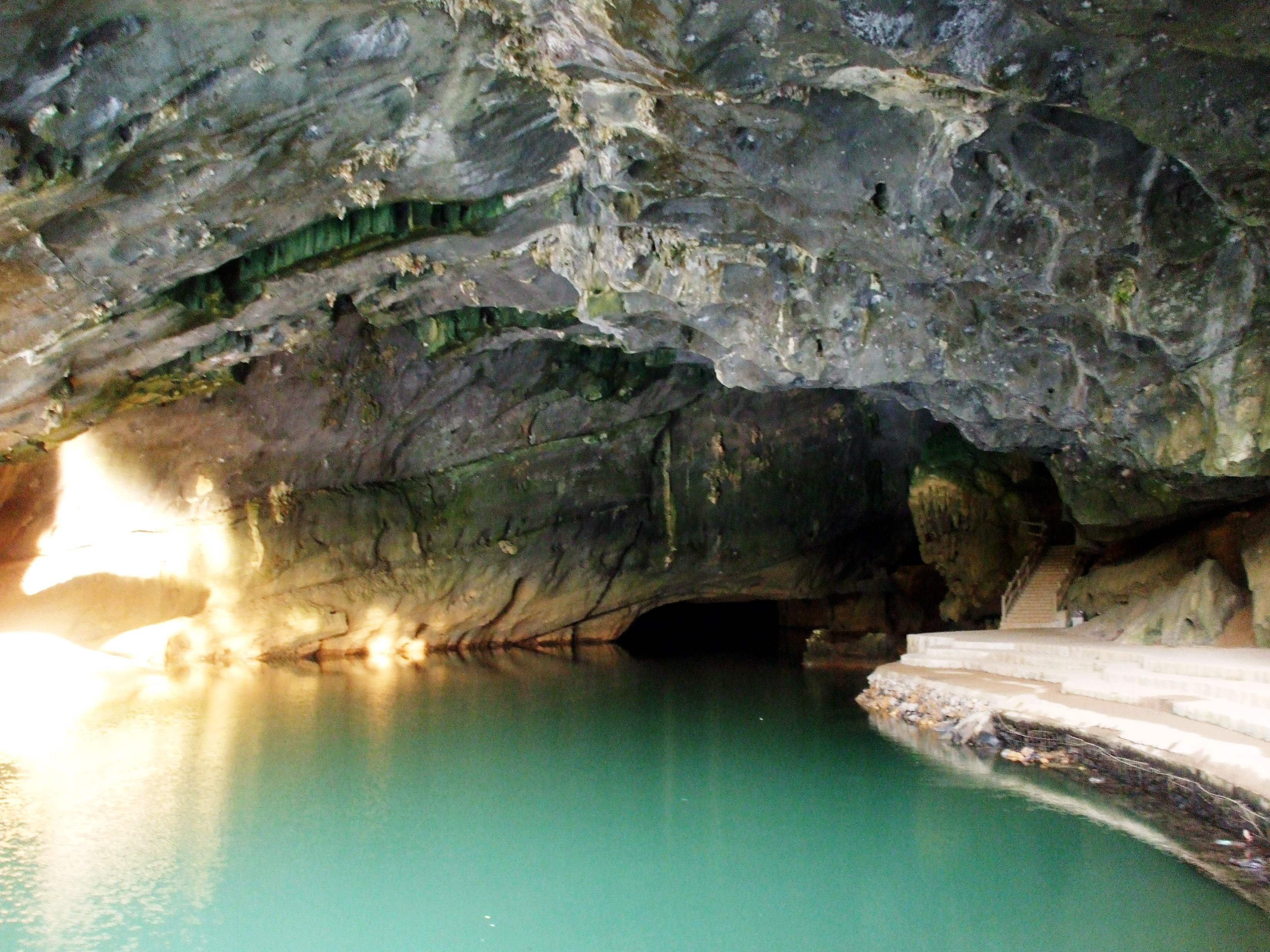
Sông Son, đoạn vào động Phong Nha
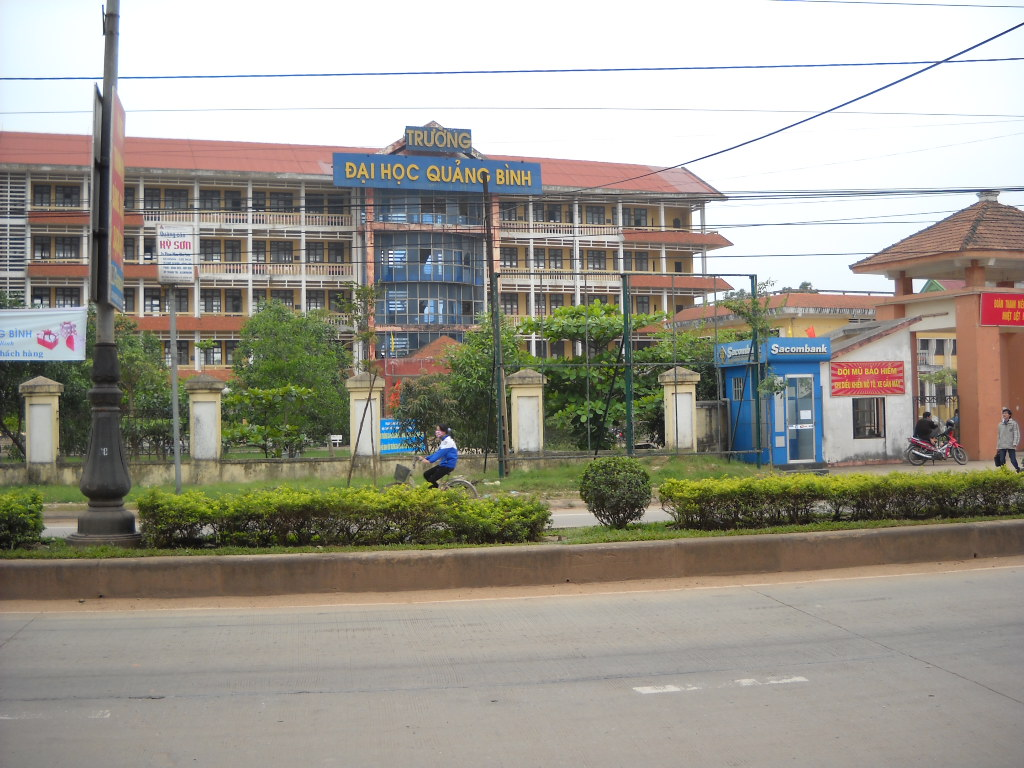
Trường ĐH Quảng Bình, Thành phố Đồng Hới
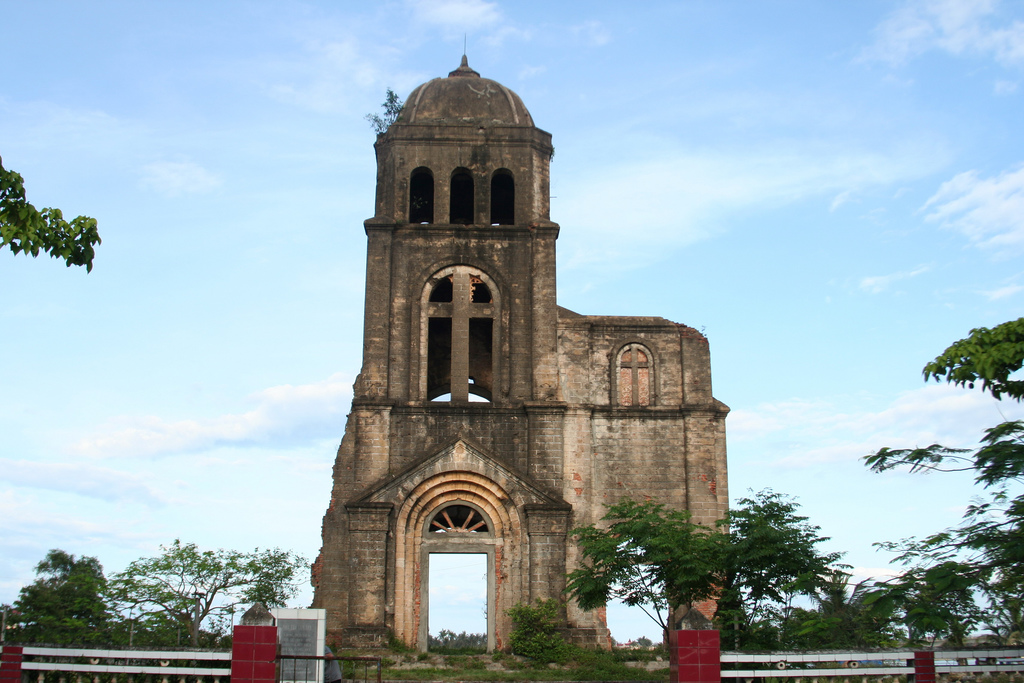
Di tích nhà thờ Tam Tòa